# Oldfield Thomas taxonjai

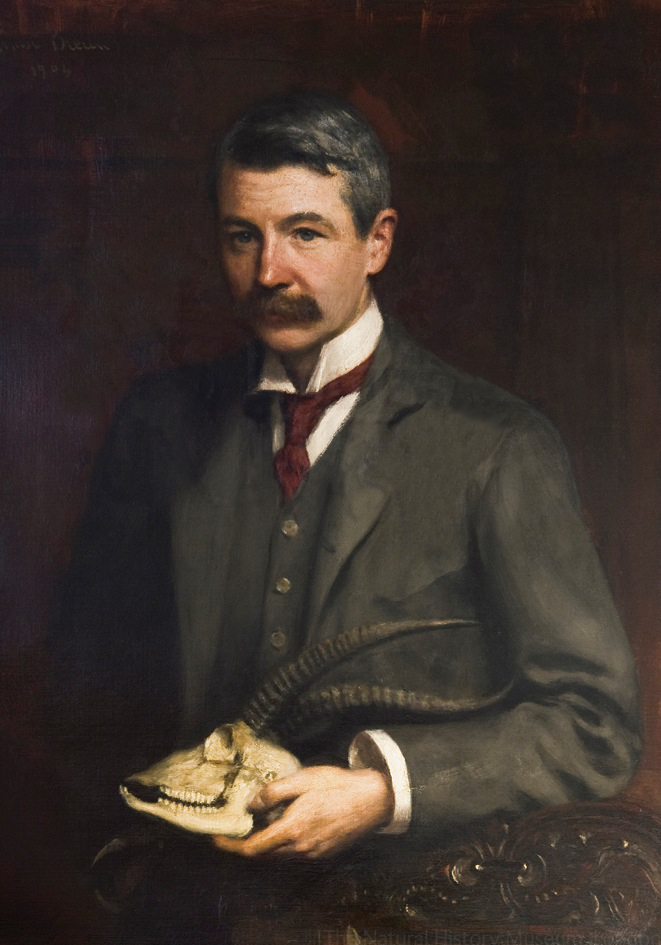
Oldfield Thomas

Ezen a listán azok a taxonnevek szerepelnek, amelyeket Oldfield Thomas (1858–1929) alkotott. Azok a taxonnevek, amelyek nincsenek belinkelve, manapság csak szinonimaként használtak (az alábbi lista nem teljes):

## Erszényesek
- Didelphis virginiana typica (Thomas, 1888) - Didelphis virginiana virginiana
- Lutreolina Thomas, 1910
- Glironia Thomas, 1912 - oposszumok
- Goodfellow-kúszókenguru (Dendrolagus goodfellowi) Thomas, 1908
- Petaurus breviceps papuanus Thomas, 1888
- Pseudocheirus peregrinus occidentalis (Thomas, 1888)
- ?Pseudocheirus occidentalis (Thomas, 1888) - Pseudocheirus peregrinus occidentalis
- Pseudocheirus peregrinus incanens (Thomas, 1923) - Pseudocheirus peregrinus peregrinus
- Pseudocheirus peregrinus modestus (Thomas, 1926)
- Pseudocheirus peregrinus notialis (Thomas, 1923)
- Pseudocheirus peregrinus oralis (Thomas, 1926) - Pseudocheirus peregrinus peregrinus
- kuszkuszfélék (Phalangeridae) Thomas, 1888
- hegyi kuszkusz (Phalanger carmelitae) Thomas, 1898
- Trichurus vulpecula mesurus Thomas, 1926 - közönséges rókakuzu
- Isoodon auratus barrowensis (Thomas, 1901)
- Microtis lagotis sagitta (Thomas, 1905) - közönséges erszényesnyúl
- fehérfarkú erszényesnyúl (Macrotis leucura) Thomas, 1887

## Szőrös vendégízületesek
- Choloepus didaetylus Thomas, 1893 - kétujjú lajhár

## Afrosoricidák
- Microgale (Thomas, 1882) - tanrekfélék
- Potamogale velox argens Thomas, 1915 - nagy vidracickány

## Eulipotyphla

### Sünfélék
- Aethechinus Thomas, 1918 - Atelerix
- Atelerix hindei (Thomas, 1910) - fehérhasú sün
- Atelerix kilimanus Thomas, 1918
- Atelerix spiculus (Thomas & Wroughton, 1907)
- Atelerix spinifex Thomas, 1918 - fehérhasú sün
- Atelerix algirus caniculus (Thomas, 1915) - Atelerix algirus algirus
- Atelerix algirus vagans Thomas, 1901
- Erinaceus concolor sacer Thomas, 1918 - Erinaceus concolor concolor
- Hugh-sün (Mesechinus hughi) (Thomas, 1908)
- Paraechinus aethiopicus albatus Thomas, 1922
- Paraechinus aethiopicus blancalis Thomas, 1921 - Paraechinus aethiopicus albatus
- Paraechinus aethiopicus ludlowi Thomas, 1919
- Paraechinus aethiopicus oniscus Thomas, 1922 - Paraechinus aethiopicus ludlowi
- Paraechinus hypomelas amir Thomas, 1918 - Paraechinus hypomelas hypomelas
- Paraechinus hypomelas sabaeus Thomas, 1922
- Paraechinus hypomelas seniculus Thomas, 1922
- Hylomys suillus dorsalis Thomas, 1888
- Hylomys suillus microtinus Thomas, 1925

### Cickányfélék
- Praesorex Thomas, 1913 - Crocidura
- Crocidura baluensis Thomas, 1898
- Crocidura bottegi Thomas, 1898
- kaszpi cickány (Crocidura caspica) Thomas, 1907
- Crocidura cinderella Thomas, 1911
- Crosse-cickány (Crocidura crossei) Thomas, 1895
- Crocidura fumosa Thomas, 1904
- Crocidura goliath Thomas, 1906
- Crocidura hildegardeae Thomas, 1904
- Crocidura hispida Thomas, 1913
- Jackson-cickány (Crocidura jacksoni) Thomas, 1904
- Crocidura judaica Thomas, 1919 - mezei cickány
- Crocidura lasia Thomas, 1906
- Crocidura persica Thomas, 1907 - mezei cickány
- Crocidura maurisca Thomas, 1904
- Crocidura monax Thomas, 1910
- Crocidura montis Thomas, 1906
- Crocidura nanilla Thomas, 1909
- Crocidura niobe Thomas, 1906
- Crocidura silacea Thomas, 1895
- Crocidura smithii Thomas, 1895
- szomáli cickány (Crocidura somalica) Thomas, 1895
- Crocidura monacha Thomas, 1906 - keleti cickány
- Scutisorex Thomas, 1913
- páncélos cickány (Scutisorex somereni) (Thomas, 1910)
- Scutisorex congicus Thomas, 1915
- Solisorex Thomas, 1924
- tamilcickány (Solisorex pearsoni) Thomas, 1924
- Suncus hosei (Thomas, 1893)
- Suncus lixus (Thomas, 1898)
- Suncus varilla (Thomas, 1895)
- dzsungelcickányok (Sylvisorex) Thomas, 1904
- Sylvisorex granti Thomas, 1907
- Sylvisorex lunaris Thomas, 1906
- Sylvisorex ollula Thomas, 1913
- Myosorex blarina Thomas, 1906
- Myosorex sclateri Thomas & Schwann, 1905
- Myosorex tenuis Thomas & Schwann, 1905
- Surdisorex Thomas, 1906
- aberdare-hegységi őscickány (Surdisorex norae) Thomas, 1906
- Blarinella Thomas, 1911
- Blarinella griselda Thomas, 1912
- Blarinella wardi Thomas, 1915
- Cryptotis equatoris Thomas, 1912
- Cryptotis medellinia Thomas, 1921
- Cryptotis meridensis Thomas, 1898
- Crossogale Thomas, 1921 - sörtéscickányok
- borneói sörtéscickány (Chimarrogale phaeura) Thomas, 1898
- szumátrai sörtéscickány (Chimarrogale sumatrana) (Thomas, 1921)
- Chodsigoa lamula (Thomas, 1912)
- Smith-hegyicickány (Chodsigoa smithii) (Thomas, 1911)
- Chodsigoa sodalis (Thomas, 1913)
- tajvani hegyicickány (Episoriculus fumidus) (Thomas, 1913)
- Neomys orientis Thomas, 1914 - közönséges vízicickány
- Sorex peucinius Thomas, 1913 - erdei cickány
- Sorex asper Thomas, 1914
- Sorex bedfordiae Thomas, 1911
- Sorex cansulus Thomas, 1912
- Sorex daphaenodon Thomas, 1907
- Sorex gracillimus Thomas, 1907
- Sorex shinto Thomas, 1905
- Sorex sinalis Thomas, 1912

### Vakondfélék
- Desmaninae Thomas, 1912 - vakondfélék
- Scapanulus Thomas, 1912
- kansu vakond (Scapanulus oweni) Thomas, 1912[1]
- pézsmacickányok (Desmanini) Thomas, 1912
- Euroscaptor klossi (Thomas, 1929)
- Mogera kobeae Thomas, 1905
- fekete-tenger vidéki vakond (Talpa levantis) Thomas, 1906
- római vakond (Talpa romana) Thomas, 1902
- Urotrichus talpoides adversus Thomas, 1908
- Urotrichus talpoides centralis Thomas, 1908
- Urotrichus talpoides hondoensis Thomas, 1918
- Nasillus Thomas, 1911 - Uropsilus
- Rhynchonax Thomas, 1912 - Uropsilus
- Uropsilus andersoni (Thomas, 1911)
- Uropsilus gracilis (Thomas, 1911)
- Uropsilus investigator (Thomas, 1922)

## Párosujjú patások

### Tevefélék
- Lama glama huanachus Thomas, 1891 - guanakó
- Vicugna mensalis (Thomas, 1917) - vikunya

### Disznófélék
- kaukázusi vaddisznó (Sus scrofa attila) Thomas, 1912
- pireneusi vaddisznó (Sus scrofa castillianus) Thomas, 1911
- Sus scrofa baeticus (Thomas, 1912) - korzikai vaddisznó
- Sus scrofa andersoni Thomas & Wroughton, 1909 - csíkos disznó
- Hylochoerus Thomas, 1904
- erdei disznó (Hylochoerus meinertzhageni) Thomas, 1904
- Hylochoerus meinertzhageni meinertzhageni Thomas, 1904
- Hylochoerus meinertzhageni rimator Thomas, 1906
- Babiroussous Thomas, 1895 - Babyrousa
- Babyrousa frosti (Thomas, 1920) - babirussza

### Kancsilfélék
- fülöp-szigeteki kancsil (Tragulus nigricans) Thomas, 1892
- vietnami kancsil (Tragulus versicolor) Thomas, 1910

### Tülkösszarvúak
- Aepyceros johnstoni Thomas, 1893 - impala
- Aepyceros typicus Thomas, 1893 - impala
- Aepyceros melampus johnstoni Thomas, 1893
- keleti fehérszakállú gnú (Connochaetes taurinus albojubatus) (Thomas, 1912)
- Damaliscus P. L. Sclater & Thomas, 1894
- Ammodorcas Thomas, 1891
- lámagazella (Ammodorcas clarkei) (Thomas, 1891)[2]
- Antidorcas marsupialis hofmeyri (Thomas, 1926)
- vörös gazella (Eudorcas rufina (Thomas, 1894)
- Gazella rufina Thomas, 1894 - vörös gazella
- Gazella typica P. L. Sclater & Thomas, 1898 - homoki gazella
- Gazella loderi Thomas, 1894 - homoki gazella
- Gazella leptoceros loderi Thomas, 1894
- arábiai golyvás gazella (Gazella marica) (Thomas, 1897)
- Gazella subgutturosa marica Thomas, 1897 - arábiai golyvás gazella
- Lithocranius walleri Thomas, 1891 - zsiráfnyakú gazella
- Nanger notata (Thomas, 1897) - Grant-gazella
- Nanger granti brighti Thomas, 1901
- Gazella granti brighti Thomas, 1901 - Nanger granti brighti
- Nanger granti robertsi (Thomas, 1903)
- Gazella granti robertsi Thomas, 1903 - Nanger granti robertsi
- Nanger soemmeringii butteri (Thomas, 1904)
- Gazella soemmeringii butteri Thomas, 1904 - Nanger soemmeringii butteri
- Günther-dikdik (Madoqua guentheri) Thomas, 1894
- Madoqua guentheri guentheri Thomas, 1894
- Madoqua guentheri smithii Thomas, 1901
- Madoqua kirkii cavendishi Thomas, 1898
- Madoqua kirkii hindei Thomas, 1898
- Madoqua saltiana phillipsi Thomas, 1894
- Madoqua saltiana swaynei Thomas, 1894
- Nesotragus moschatus zuluensis (Thomas, 1898)
- Ourebia ourebi haggardi (Thomas, 1895)
- Raphicerus campestris capricornis Thomas & Schwann, 1906 - közönséges őszantilop
- Sharpe-őszantilop (Raphicerus sharpei) Thomas, 1897
- Bos mauretanicus Thomas, 1881 - őstulok
- Bos primigenius africanus (Thomas, 1881)
- Bos mauretanicus Thomas, 1881
- Bos primigenius mauretanicus Thomas, 1881 - Bos primigenius africanus
- keleti bongó (Tragelaphus eurycerus isaaci) (Thomas, 1902)
- Tragelaphus gaudryi Thomas, 1884
- arab tahr (Arabitragus jayakari) (Thomas, 1884)
- Hemitragus jayakari Thomas, 1884 - arab tahr
- arany takin (Budorcas taxicolor bedfordi) Thomas, 1911
- fehércombú bóbitásantilop (Cephalophus adersi) Thomas, 1918
- Cephalophus brookei (Thomas, 1903)[3]
- Cephalophus ogilbyi brookei Thomas, 1903 - Cephalophus brookei
- Cephalophus dorsalis castaneus Thomas, 1892
- Harvey-bóbitásantilop (Cephalophus harveyi) (Thomas, 1893)
- libériai bóbitásantilop (Cephalophus jentinki) Thomas, 1892
- Cephalophus nigrifrons rubidus Thomas, 1901 - azonos a rwenzori-hegységi bóbitásantiloppal (Cephalophus rubidus)
- rwenzori-hegységi bóbitásantilop (Cephalophus rubidus) (Thomas, 1901) - azonos a Cephalophus nigrifrons rubidusszal
- Weyn-bóbitásantilop (Cephalophus weynsi) Thomas, 1901
- Cephalophus weynsi johnstoni Thomas, 1901
- Cephalophus weynsi weynsi Thomas, 1901
- Philantomba monticola lugens (Thomas, 1898)
- Cephalophus monticola lugens Thomas, 1898 - Philantomba monticola lugens
- Philantomba monticola simpsoni (Thomas, 1910)
- Cephalophus monticola simpsoni Thomas, 1910 - Philantomba monticola simpsoni
- Hippotragus gambianus Sclater & Thomas, 1899 - fakó lóantilop
- Hippotragus typicus Sclater & Thomas, 1899 - fakó lóantilop
- óriás fekete lóantilop (Hippotragus niger variani) Thomas, 1916
- Oryx beisa callotis (Thomas, 1892)
- Oryx callotis Thomas, 1892 = Oryx beisa callotis
- Kobus vardonii senganus (P. L. Sclater & Thomas, 1897)
- Redunca redunca wardi (Thomas, 1900)

### Szarvasfélék
- Capreolus bedfordi Thomas, 1908 - szibériai őz
- Capreolus pygargus bedfordi Thomas, 1908
- Mazama americana jucunda Thomas, 1913
- Mazama americana sarae Thomas, 1925
- Mazama americana sheila Thomas, 1913
- Mazama americana zetta Thomas, 1913
- nyársas szarvas (Mazama bricenii) (Thomas, 1908)
- Pudella Thomas, 1913 - törpeszarvasok
- Odocoileus virginianus rothschildi Thomas, 1902
- Fea-muntyákszarvas (Muntiacus feae) (Thomas & Doria, 1889)
- Cervulus feae Thomas & Doria, 1889 - Fea-muntyákszarvas
- Panolia eldii thamin (Thomas, 1918)
- Rucervus eldii thamin (Thomas, 1918) - Panolia eldii thamin

### Zsiráffélék
- csádi zsiráf (Giraffa camelopardalis peralta) Thomas, 1898

## Denevérek

### Hártyásorrú denevérek
- Phyllostomus hastatus aruma Thomas, 1924 - Phyllostomus hastatus hastatus
- Phyllostomus hastatus paeze Thomas, 1924 - Phyllostomus hastatus panamensis
- Phyllostomus latifolius Thomas, 1901

### Patkósdenevérek
- Rhinolophus blasii brockmani Thomas, 1910 - Rhinolophus blasii andreinii

### Simaorrú denevérek

#### Murininae
- Murina florium Thomas, 1908

#### Myotinae
- Myotis favonicus (Thomas, 1906) - nagyfülű denevér

#### Vespertilioninae
- Lasiurus ega argentinus Thomas, 1901 - a sárga szőrösfarkú-denevér egyik alfaja
- Lasiurus ega fuscatus Thomas, 1901
- Lasiurus ega panamensis Thomas, 1901 - a sárga szőrösfarkú-denevér egyik alfaja
- Lasiurus xanthinus Thomas, 1897
- Lasiurus salinae Thomas, 1902
- Scotoecus (Thomas, 1901)
- Scotoecus albigula Thomas, 1909
- Scotoecus albofuscus Thomas, 1890
- Scotophilus albofuscus Thomas, 1890 - Scotoecus albofuscus
- Scotoecus albofuscus albofuscus Thomas, 1890
- Scotoecus albofuscus woodi Thomas, 1917
- Scotoecus hindei Thomas, 1901
- Scotoecus hindei falabae Thomas, 1915
- Scotoecus hindei hindei Thomas, 1901
- Pharotis (Thomas, 1914)
- Pharotis imogene Thomas, 1914
- Plecotus austriacus ariel Thomas, 1911 - újabb rendszerezés szerint önálló faj, Plecotus ariel Thomas, 1911 néven
- Plecotus austriacus wardi Thomas, 1911 - újabb rendszerezés szerint önálló faj, Plecotus wardi Thomas, 1911 néven
- Plecotus austriacus mordax Thomas, 1926 - Plecotus austriacus wardi
- Hypsugo ariel Thomas, 1904
- Pipistrellus ariel (Thomas, 1904) - Hypsugo ariel
- Hypsugo cadornae Thomas, 1916
- Pipistrellus cadornae (Thomas, 1916) - Hypsugo cadornae
- Hypsugo crassulus Thomas, 1904
- Pipistrellus crassulus (Thomas, 1904) - Hypsugo crassulus
- Hypsugo joffrei Thomas, 1915
- Pipistrellus joffrei (Thomas, 1915) - Hypsugo joffrei
- Hypsugo kitcheneri Thomas, 1915
- Pipistrellus kitcheneri (Thomas, 1915) - Hypsugo kitcheneri
- Hypsugo lophurus Thomas, 1915
- Pipistrellus lophurus (Thomas, 1915) - Hypsugo lophurus
- Hypsugo musciculus Thomas, 1913
- Pipistrellus musciculus (Thomas, 1913) - Hypsugo musciculus
- Ia (Thomas, 1902)
- Ia io Thomas, 1902
- Laephotis Thomas, 1901
- Laephotis wintoni Thomas, 1901
- Mimetillus (Thomas, 1904)
- Mimetillus moloneyi Thomas, 1891
- Mimetillus moloneyi moloneyi Thomas, 1891
- Philetor (Thomas, 1902)
- Philetor rohui Thomas, 1902 - Philetor brachypterus

## Páratlanujjú patások
- Equus penricei Thomas, 1900 - Hartmann-hegyizebra

## Ragadozók

### Kutyafélék
- Canis anthus soudanicus (Thomas, 1903)
- Canis aureus soudanicus Thomas, 1903 - Canis anthus soudanicus
- Nyctereutes procyonoides orestes Thomas, 1923
- Lycaon pictus lupinus Thomas, 1902
- Lycaon pictus zuluensis Thomas, 1904 - Lycaon pictus pictus
- Lycaon pictus sharicus Thomas & Wroughton, 1907
- Lycaon pictus somalicus Thomas, 1904

### Menyétfélék
- jávai görény (Mustela lutreolina) Robinson & Thomas, 1917
- Taxidea taxus infusca Thomas, 1898 - Taxidea taxus berlandieri

### Mosómedvefélék
- Nasua narica thersites Thomas, 1901 - cozumel-szigeti ormányosmedve
- Nasua nasua candace Thomas, 1912
- Nasua nasua judex Thomas, 1914 - Nasua nasua candace
- Nasua nasua jivaro Thomas, 1914 - Nasua nasua dorsalis
- Nasua nasua mephisto Thomas, 1927 - Nasua nasua dorsalis
- Nasua nasua manium Thomas, 1912
- Nasua nasua quichua Thomas, 1912
- Nasuella meridensis (Thomas, 1901)
- Nasuella olivacea meridensis Thomas, 1901 - Nasuella meridensis
- Bassariscus sumichrasti notinus Thomas, 1903
- amazóniai nyestmedve (Bassaricyon alleni) Thomas, 1880
- Bassaricyon medius siccatus Thomas, 1927 - amazóniai nyestmedve
- nyugati nyestmedve (Bassaricyon medius) Thomas, 1909
- Potos flavus mansuetus Thomas, 1914 - Potos flavus megalotus
- Potos flavus meridensis Thomas, 1902
- Potos flavus modestus Thomas, 1902
- Potos flavus caudivolvulus (Thomas, 1880) - Potos flavus modestus
- Potos flavus aztecus Thomas, 1902 - Potos flavus nocturnus

### Medvefélék
- Tremarctos majori Thomas, 1902 - pápaszemes medve

### Macskafélék
- Lynx rufus peninsularis Thomas, 1898

### Pálmacibetfélék
- Nandinia binotata gerrardi Thomas, 1893

### Cibetmacskafélék
- Poiana richardsonii ochracea Thomas & Wroughton, 1907

## Nyúlalakúak
- pocoknyúlfélék (Ochotonidae) Thomas, 1897
- Lepus californicus xanti Thomas, 1898 - Lepus californicus magdalenae

## Rágcsálók

### Mókusalkatúak

#### Mókusfélék

##### Ratufinae
- Ratufa affinis bunguranensis Thomas & Hartert, 1894
- Ratufa affinis nanogigas (Thomas & Hartert, 1895) - Ratufa affinis bunguranensis
- Ratufa bicolor baliensis Thomas, 1913 - Ratufa bicolor bicolor
- Ratufa bicolor felli Thomas & Wroughton, 1916
- Ratufa bicolor lutrina Thomas & Wroughton, 1916 - Ratufa bicolor gigantea
- Ratufa bicolor stigmosa Thomas, 1923 - Ratufa bicolor hainana
- Ratufa bicolor fretensis Thomas & Wroughton, 1909 - Ratufa bicolor melanopepla
- Ratufa bicolor marana Thomas & Wroughton, 1916 - Ratufa bicolor phaeopepla
- Ratufa macroura dandolena Thomas & Wroughton, 1915
- Ratufa macroura melanochra Thomas & Wroughton, 1915

##### Scurillinae
- Sciurillus Thomas, 1914
- Sciurillus pusillus glaucinus Thomas, 1914

##### Mókusformák
- nyugati törpemókus (Microsciurus mimulus) Thomas, 1898
- Microsciurus mimulus palmeri (Thomas, 1909)
- Microsciurus mimulus mimulus Thomas, 1898
- Sciurus variegatoides annalium Thomas, 1905 - Sciurus variegatoides adolphei
- Sciurus vulgaris mantchuricus Thomas, 1909
- Sciurus vulgaris orientis Thomas, 1906
- Sciurus vulgaris rupestris Thomas, 1907
- Sciurus aberti durangi Thomas, 1893
- Sciurus argentinius Thomas, 1921
- Sciurus granatensis klagesi Thomas, 1914 - Sciurus granatensis griseogena
- Sciurus granatensis meridensis Thomas, 1901
- Sciurus granatensis versicolor Thomas, 1900
- Sciurus ingrami Thomas, 1901
- Tenes Thomas, 1909 - a Sciuruson belül egy alnem
- tűzvörös mókus (Sciurus flammifer) Thomas, 1904
- Junin-erdeimókus (Sciurus pyrrhinus) Thomas, 1898
- Belomys Thomas, 1908
- Eupetaurus Thomas, 1888
- gyapjas repülőmókus (Eupetaurus cinereus) Thomas, 1888
- Glaucomys Thomas, 1908
- Hylopetes Thomas, 1908
- palawani repülőmókus (Hylopetes nigripes) Thomas, 1893
- Iomys Thomas, 1908
- Petaurillus Thomas, 1908
- borneói repülőmókus (Petaurillus emiliae) Thomas, 1908
- Hose-repülőmókus (Petaurillus hosei) Thomas, 1900
- Petaurista alborufus castaneus Thomas, 1923
- Petaurista alborufus lena Thomas, 1907
- Petaurista alborufus ochraspis Thomas, 1923
- Petaurista petaurista marchio Thomas, 1908
- Petaurista petaurista nitidula Thomas, 1900
- Petaurista petaurista rajah Thomas, 1908
- Petaurista petaurista taylori Thomas, 1914
- Petinomys Thomas, 1908
- Petinomys borneoensis (Thomas, 1908) - Petinomys genibarbis
- Petinomys malaccanus (Thomas, 1908) - Petinomys genibarbis
- Petinomys lugens Thomas, 1895
- Petinomys phipsoni (Thomas, 1916) - Vordermann-repülőmókus
- Pteromys amygdali (Thomas, 1906) - japán sutaszárnyúmókus
- Pteromys volans aluco (Thomas, 1907) - Pteromys volans volans
- Pteromys volans athene Thomas, 1907
- Pteromyscus Thomas, 1908
- Trogopterus edithae Thomas, 1923 - Trogopterus xanthipes
- Trogopterus himalaicus Thomas, 1914
- Trogopterus minax Thomas, 1923
- Trogopterus mordax Thomas, 1914 - Trogopterus xanthipes

##### Callosciurinae
- Tomeutes Thomas, 1915 - Callosciurus
- Callosciurus hastilis Thomas, 1923 - Callosciurus caniceps
- Callosciurus mapravis Thomas & Robinson, 1921
- Callosciurus moheius Thomas & Robinson, 1921
- Callosciurus mohillius Thomas & Robinson, 1921
- Callosciurus nakanus Thomas & Robinson, 1921
- Callosciurus panjioli Thomas & Robinson, 1921
- Callosciurus panjius Thomas & Robinson, 1921
- Callosciurus pipidonis Thomas & Robinson, 1921
- Callosciurus tabaudius Thomas, 1922
- Callosciurus tacopius Thomas & Robinson, 1921
- Callosciurus telibius Thomas & Robinson, 1921
- Callosciurus terutavensis (Thomas & Wroughton, 1909) - Callosciurus caniceps
- Callosciurus imitator Thomas, 1925 - Callosciurus inornatus
- Mentawai-szigeteki tarkamókus (Callosciurus melanogaster) Thomas, 1895
- Callosciurus nesiotes (Thomas & Wroughton, 1909) - platánmókus
- Callosciurus stresemanni (Thomas, 1913) - platánmókus
- borneói fekete csíkú mókus (Callosciurus orestes) Thomas, 1895
- Zetis Thomas, 1908 - Dremomys
- Dremomys everetti Thomas, 1890
- Dremomys pyrrhomerus Thomas, 1895
- Exilisciurus concinnus Thomas, 1888
- Exilisciurus samaricus (Thomas, 1897) - Exilisciurus concinnus
- Exilisciurus retectus (Thomas, 1910) - síksági törpemókus
- hegyi törpemókus (Exilisciurus whiteheadi) Thomas, 1887
- Glyphotes Thomas, 1898
- Glyphotes simus Thomas, 1898
- Lariscus Thomas & Wroughton, 1909
- Lariscus hosei Thomas, 1892
- Lariscus niobe Thomas, 1898
- Menetes Thomas, 1908
- Rhinosciurus rhionis Thomas & Wroughton, 1909 - Rhinosciurus laticaudatus
- Sundasciurus brookei Thomas, 1892
- Sundasciurus fraterculus Thomas, 1895
- Sundasciurus jentinki Thomas, 1887
- Sundasciurus lowii Thomas, 1892
- Sundasciurus juvencus Thomas, 1908
- Funambulus kathleenae Thomas & Wroughton, 1915 - Funambulus sublineatus

##### Földimókusformák
- Epixerus Thomas, 1909
- Myosciurus Thomas, 1909
- Euxerus Thomas, 1909 - Xerus nem egyik alneme
- Xerus princeps Thomas, 1929
- Funisciurus anerythrus Thomas, 1890
- Funisciurus carruthersi Thomas, 1906
- Funisciurus flavinus Thomas, 1904 - Funisciurus congicus
- Funisciurus interior Thomas, 1916
- Funisciurus oenone Thomas, 1926
- Funisciurus olivellus Thomas, 1904 - Funisciurus congicus
- Heliosciurus daucinus Thomas, 1909 - Heliosciurus undulatus
- Heliosciurus dolosus Thomas, 1909 - Heliosciurus undulatus
- Aethosciurus Thomas, 1916 - Paraxerus
- Tamiscus Thomas, 1918 - Paraxerus
- Paraxerus alexandri Thomas & Wroughton, 1907
- Paraxerus lucifer Thomas, 1897
- Rupestes Thomas, 1922 - a Sciurotamiason belül alnem
- Sciurotamias forresti Thomas, 1922
- Spermophilus carruthersi (Thomas, 1912) - Spermophilus brevicauda
- Spermophilus ramosus (Thomas, 1909) - Dauri ürge
- Spermophilus umbratus (Thomas, 1908) - Dauri ürge
- Tamias sibiricus ordinalis Thomas, 1908
- Tamias sibiricus intercessor (Thomas, 1908) - Tamias sibiricus senescens

#### Pelefélék
- Gliridae Thomas, 1896 - pelefélék

##### Ecsetfarkú pelék
- Gliriscus Thomas & Hinton, 1925 - Graphiurus
- Johnston-kafferpele (Graphiurus johnstoni) Thomas, 1898
- Graphiurus olga (Thomas, 1925) - Kellen-kafferpele
- Graphiurus smithii (Thomas, 1893) - kisfülű kafferpele
- Graphiurus soleatus Thomas & Wroughton, 1910 - közönséges ecsetfarkúpele
- sziklai kafferpele (Graphiurus platyops) Thomas, 1897
- Graphiurus rupicola Thomas & Hinton, 1925
- Graphiurus montosus (Thomas & Hinton, 1925) - Graphiurus rupicola

##### Leithiinae
- Dryomys Thomas, 1906
- Dyromys Thomas, 1907 - Dryomys
- Dryomys angelus (Thomas, 1906) - erdei pele
- Dryomys milleri Thomas, 1912
- Dryomys phrygius Thomas, 1907 - erdei pele
- Eliomys occidentalis Thomas, 1903 - Maghreb kerti pele
- Eliomys tunetae Thomas, 1903 - Maghreb kerti pele
- Eliomys gymnesicus, Thomas, 1903 - kerti pele
- Eliomys ophiusae, Thomas, 1925 - kerti pele

##### Valódi pelék
- Glirinae Thomas, 1897 - valódi pelék
- Glirulus Thomas, 1906
- Glirulus lasiotis (Thomas, 1880) - japán pele
- Glis melonii Thomas, 1907 - nagy pele
- Glis spoliatus Thomas, 1906 - nagy pele

### Hódalkatúak

#### Tasakosegér-félék
- Heteromys australis Thomas, 1901
- Heteromys australis australis Thomas, 1901
- Heteromys pictus (Thomas, 1893)
- Liomys pictus Thomas, 1893 - Heteromys pictus[4]
- Heteromys pictus pictus (Thomas, 1893)
- Liomys pictus pictus Thomas, 1893 - Heteromys pictus pictus
- Heteromys salvini (Thomas, 1893)
- Liomys salvini Thomas, 1893 - Heteromys salvini
- Heteromys salvini salvini (Thomas, 1893)
- Liomys salvini salvini Thomas, 1893 - Heteromys salvini salvini
- Liomys salvini nigrescens (Thomas, 1893) - Heteromys salvini salvini

#### Tasakospatkány-félék
- Merriam-mexikóitasakospatkány (Cratogeomys merriami) Thomas, 1893
- Cratogeomys merriami merriami Thomas, 1894
- Orthogeomys grandis Thomas, 1893
- Orthogeomys grandis grandis Thomas, 1893
- Orthogeomys grandis scalops Thomas, 1894
- Geomys scalops Thomas, 1894 - Orthogeomys grandis scalops
- Buller-mexikóitasakospatkány (Pappogeomys bulleri) Thomas, 1892
- Pappogeomys bulleri bulleri Thomas, 1892
- Geomys bulleri Thomas, 1892 - Buller-mexikóitasakospatkány

### Egéralkatúak

#### Ugróegérfélék

##### Lófejű ugróegérformák
- Allactaga dzungariae Thomas, 1912 - kis lófejű ugróegér
- Hotson-ugróegér (Allactaga hotsoni) Thomas, 1920
- Allactaga ruckbeili Thomas, 1914 - mongol lófejű ugróegér
- eufráteszi lófejű ugróegér (Allactaga euphratica) Thomas, 1881
- anatóliai lófejű ugróegér (Allactaga williamsi) Thomas, 1897

##### Ugróegérformák
- Dipus sowerbyi Thomas, 1908 - sivatagi ugróegér
- Jaculus airensis Thomas & Hinton, 1921 - egyiptomi ugróegér
- Jaculus butleri Thomas, 1922
- Jaculus centralis Thomas & Hinton, 1921
- Jaculus favonicus Thomas, 1913
- Jaculus gordoni Thomas, 1903
- Jaculus sefrius Thomas & Hinton, 1921
- Jaculus syrius Thomas, 1922
- Jaculus vocator Thomas, 1921
- Jaculus vulturnus Thomas, 1913 - egyiptomi ugróegér

##### Csíkosegérformák
- hosszúfarkú szöcskeegér (Sicista caudata) Thomas, 1907
- Sicista leathemi (Thomas, 1893) - kínai szöcskeegér

##### Szöcskeegérformák
- Eozapus vicinus (Thomas, 1912) - szecsuáni szöcskeegér

#### Földikutyafélék

##### Zokorformák
- Eospalax baileyi Thomas, 1911 - kínai zokor
- Eospalax fontanus Thomas, 1912
- Eospalax shenseius Thomas, 1911 - kínai zokor
- Eospalax rothschildi Thomas, 1911
- Eospalax smithii Thomas, 1911
- Myospalax epsilanus Thomas, 1912 - Myospalax psilurus

##### Bambuszpatkányformák
- Rhizomyinae Thomas, 1896 - bambuszpatkányformák
- Cannomys Thomas, 1915
- Cannomys pater Thomas, 1915
- Cannomys plumbescens Thomas, 1915 - kis bambuszpatkány
- Rhizomys latouchei Thomas, 1915 - deres bambuszpatkány
- Rhizomys pannosus Thomas, 1915
- Rhizomys senex Thomas, 1915
- Rhizomys umbriceps Thomas, 1916 - deres bambuszpatkány
- Rhizomys davidi Thomas, 1911 - kínai bambuszpatkány
- Rhizomys wardi Thomas, 1921 - kínai bambuszpatkány
- Rhizomys insularis Thomas, 1915 - nagy bambuszpatkány

##### Földikutyaformák
- Spalacinae Thomas, 1896 - földikutyaformák
- Spalax insularis Thomas, 1917 - nyugati földikutya

##### Gyökérrágóformák
- Tachyoryctes ankoliae Thomas, 1909
- Tachyoryctes annectens Thomas, 1891
- Tachyoryctes audax Thomas, 1910
- Tachyoryctes daemon Thomas, 1909
- Tachyoryctes ibeanus Thomas, 1900
- Tachyoryctes naivashae Thomas, 1909
- Tachyoryctes ruddi Thomas, 1909
- Tachyoryctes badius Thomas, 1909 - Tachyoryctes ruddi
- Tachyoryctes spalacinus Thomas, 1909
- Tachyoryctes cheesmani Thomas, 1928 - aranyos gyökérrágó
- Tachyoryctes storeyi Thomas, 1909

#### Calomyscidae
- Calomyscus Thomas, 1905
- Calomyscus bailwardi Thomas, 1905
- Calomyscus baluchi Thomas, 1920
- Calomyscus hotsoni Thomas, 1920

#### Madagaszkáriegér-félék

##### Hörcsögpatkányformák
- Beamys Thomas, 1909
- Beamys hindei Thomas, 1909
- Cricetomys ansorgei Thomas, 1904
- Cricetomys adventor Thomas & Wroughton, 1907
- Cricetomys cunctator Thomas & Wroughton, 1908
- Cricetomys elgonis Thomas, 1910
- Cricetomys viator Thomas, 1904 - Cricetomys ansorgei
- Cricetomys buchanani Thomas & Hinton, 1921 - gambiai hörcsögpatkány
- Saccostomus elegans Thomas, 1897 - Saccostomus campestris
- Saccostomus pagei Thomas & Hinton, 1923 - Saccostomus campestris

##### Kúszóegérformák
- Chortomys Thomas, 1916 - Dendromus
- Poemys Thomas, 1916 - Dendromus
- Dendromus insignis Thomas, 1903
- Dendromus concinnus Thomas, 1926 - szürke kúszóegér
- Dendromus exoneratus Thomas, 1918
- Dendromus vulturnus Thomas, 1916 - szürke kúszóegér
- Dendromus messorius Thomas, 1903
- Dendromus ansorgei Thomas & Wroughton, 1905 - barna kúszóegér
- Dendromus nyasae Thomas, 1916
- Dendromus kivu Thomas, 1916 - Dendromus nyasae
- Malacothrix egeria Thomas, 1926 - Malacothrix typica
- Steatomys bocagei Thomas, 1892
- Steatomys caurinus Thomas, 1912
- Steatomys cuppedius Thomas & Hinton, 1920
- Steatomys gazellae Thomas & Hinton, 1923 - Steatomys opimus
- Steatomys aquilo Thomas & Hinton, 1923 - Steatomys parvus
- Steatomys loveridgei Thomas, 1919
- Steatomys minutus Thomas & Wroughton, 1905
- Steatomys swalius Thomas, 1926
- Steatomys umbratus Thomas, 1926 - Steatomys parvus

##### Mystromyinae
- Mystromys fumosus Thomas & Schwann, 1905 - afrikai hörcsög

##### Madagaszkáriegér-formák
- Eliurus majori Thomas, 1895
- Eliurus penicillatus Thomas, 1908

##### Petromyscinae
- Petromyscus Thomas, 1926
- Petromyscus collinus Thomas & Hinton, 1925
- Praomys collinus Thomas & Hinton, 1925
- Petromyscus bruchus (Thomas & Hinton, 1925) - Petromyscus collinus
- Petromyscus monticularis Thomas & Hinton, 1925
- Petromyscus shortridgei Thomas, 1926

#### Hörcsögfélék

##### Pocokformák
- Arvicola armenius (Thomas, 1907) - közönséges kószapocok
- Arvicola brigantium Thomas, 1928
- Arvicola scythicus Thomas, 1914 - közönséges kószapocok
- afgán földipocok (Blanfordimys afghanus) Thomas, 1912
- Chionomys roberti Thomas, 1906
- Lasiopodomys johannes (Thomas, 1910) - Lasiopodomys mandarinus
- spanyol pocok (Microtus cabrerae) Thomas, 1906
- Microtus ilaeus Thomas, 1912
- perzsa pocok (Microtus irani) Thomas, 1921
- Major-földipocok (Microtus majori) Thomas, 1906
- Microtus leponticus Thomas, 1906 - alpesi földipocok
- Microtus calamorum Thomas, 1902 - Microtus fortis
- Microtus pelliceus Thomas, 1911
- Microtus superus Thomas, 1911 - Microtus fortis
- Microtus malcolmi Thomas, 1911 - Microtus limnophilus
- Microtus angustus Thomas, 1908 - keskenyfejű pocok
- Microtus arcturus Thomas, 1912 - csalitjáró pocok
- Microtus mongol Thomas, 1911 - csalitjáró pocok
- Microtus philistinus Thomas, 1917 - Günther-pocok
- Neodon irene Thomas, 1911
- Neodon oniscus Thomas, 1911 - Neodon irene
- Neodon carruthersi Thomas, 1909 - boróka-földipocok
- Proedromys Thomas, 1911
- Proedromys bedfordi Thomas, 1911
- Volemys millicens Thomas, 1911
- Ellobius transcaspiae Thomas, 1912 - északi vakondpocok
- Ellobius albicatus Thomas, 1912 - Ellobius tancrei
- Ellobius coenosus Thomas, 1912
- Ellobius fusciceps Thomas, 1909
- Ellobius kastschenkoi Thomas, 1912
- Ellobius ursulus Thomas, 1912 - Ellobius tancrei
- sárgás vakondpocok (Ellobius lutescens) Thomas, 1897
- Ellobius woosnami Thomas, 1905 - sárgás vakondpocok
- Lagurus altorum Thomas, 1912 - lemmingpocok
- Alticola argurus (Thomas, 1909) - Alticola argentatus
- Alticola subluteus Thomas, 1914 - Alticola argentatus
- Alticola stracheyi (Thomas, 1880) - Alticola stoliczkanus
- Caryomys Thomas, 1911
- Caryomys eva Thomas, 1911
- Caryomys alcinous (Thomas, 1911) - Caryomys eva
- Caryomys inez Thomas, 1908
- Caryomys nux (Thomas, 1910) - Caryomys inez
- Eothenomys cachinus Thomas, 1921
- Eothenomys chinensis Thomas, 1891
- Eothenomys tarquinus (Thomas, 1912) - Eothenomys chinensis
- Eothenomys custos Thomas, 1912
- Eothenomys colurnus (Thomas, 1911) - Eothenomys melanogaster
- Eothenomys eleusis (Thomas, 1911) - Eothenomys melanogaster
- Eothenomys miletus Thomas, 1914
- Eothenomys olitor Thomas, 1911
- Eothenomys wardi Thomas, 1912
- Phaulomys Thomas, 1905 - Myodes
- Myodes andersoni Thomas, 1905
- Myodes frater (Thomas, 1908) - hegyi erdeipocok
- Myodes hallucalis (Thomas, 1906) - vöröshátú erdeipocok
- Myodes ponticus (Thomas, 1906)
- Myodes saianicus (Thomas, 1911) - vöröshátú erdeipocok
- Myodes regulus Thomas, 1907
- Myodes bedfordiae (Thomas, 1905) - deres erdeipocok
- Myodes shanseius Thomas, 1908
- Myodes smithii Thomas, 1905
- Myodes mikado (Thomas, 1905) - sarki erdeipocok

##### Hörcsögformák
- Ladakh törpehörcsög (Cricetulus alticola) Thomas, 1917
- Cricetulus fumatus Thomas, 1909 - kínai csíkos törpehörcsög
- Cricetulus mongolicus (Thomas, 1888) - kínai csíkos törpehörcsög
- Cricetulus tibetanus Thomas, 1922 - tibeti törpehörcsög
- Cricetulus andersoni Thomas, 1908 - hosszúfarkú törpehörcsög
- Cricetulus griseiventris (Thomas, 1917) - szürke hörcsög
- Cricetulus vernula Thomas, 1917 - szürke hörcsög
- Cricetiscus Thomas, 1917 - Phodopus
- Campbell-hörcsög (Phodopus campbelli) Thomas, 1905
- Phodopus bedfordiae (Thomas, 1908) - Roborovszkij-törpehörcsög
- Tscherskia incanus (Thomas, 1908) - koreai törpehörcsög
- Tscherskia nestor (Thomas, 1907) - koreai törpehörcsög

##### Sörényespatkány-formák
- Lophiomyinae Thomas, 1896 - sörényespatkány-formák
- Lophiomys hindei Thomas, 1910 - sörényes patkány
- Lophiomys ibeanus Thomas, 1910
- Lophiomys testudo Thomas, 1905 - sörényes patkány

##### Neotominae
- Taylor-prériegér (Baiomys taylori) Thomas, 1887
- Scotinomys Thomas, 1913
- Neotoma lepida Thomas, 1893
- Neotoma macrotis Thomas, 1893
- Peromyscus eva Thomas, 1898
- Peromyscus cecilii Thomas, 1903 - Peromyscus melanotis
- Peromyscus gymnotis Thomas, 1894
- Peromyscus beatae Thomas, 1903
- Peromyscus coolidgei Thomas, 1898 - őzegér
- Reithrodontomys modestus Thomas, 1907 - Sumichrast-mezeiegér

##### Betűfogúformák
- Sigmodontinae Thomas, 1896 - betűfogúformák
- Anotomys Thomas, 1906
- ecuadori halászegér (Anotomys leander) Thomas, 1906
- Pseudoryzomys wavrini (Thomas, 1921) - Pseudoryzomys simplex
- Chilomys Thomas, 1897
- Chilomys instans Thomas, 1895
- Phaenomys Thomas, 1917
- Phaenomys ferrugineus Thomas, 1894
- Wilfredomys oenax Thomas, 1928
- Thomasomys oenax Thomas, 1928 - Wilfredomys oenax
- Geoxus Thomas, 1919
- Geoxus fossor Thomas, 1919 - hosszúkarmú vakondegér
- Notiomys Thomas, 1890
- Edward-vakondegér (Notiomys edwardsii) Thomas, 1890
- Hesperomys (Notiomys) edwardsii Thomas, 1890 - Edward-vakondegér
- Blarinomys Thomas, 1896
- Deltamys Thomas, 1917
- Deltamys kempi Thomas, 1917
- Lenoxus Thomas, 1909
- Thaptomys Thomas, 1916
- Andinomys Thomas, 1902
- Andinomys edax Thomas, 1902
- Chinchillula Thomas, 1898
- Chinchillula sahamae Thomas, 1898
- Galenomys Thomas, 1916 - 1 faj
- Galenomys garleppi Thomas, 1898
- Phyllotis garleppi Thomas, 1898 - Galenomys garleppi
- Irenomys Thomas, 1919
- Neotomys Thomas, 1894
- felföldi andesiegér (Neotomys ebriosus) Thomas, 1894
- Neotomys vulturnus Thomas, 1921 - felföldi andesiegér
- Paralomys Thomas, 1926 - 1 faj
- Paralomys gerbillus Thomas, 1900
- Phyllotis gerbillus Thomas, 1900 - Paralomys gerbillus
- Mindomys hammondi (Thomas, 1913)
- Oryzomys hammondi Thomas, 1913 - Mindomys hammondi
- Oryzomys paraganus Thomas, 1924 - Sooretamys angouya
- Oryzomys tropicius Thomas, 1924 - Sooretamys angouya
- Sigmodon lonnbergi Thomas, 1921 - Sigmodon peruanus
- Sigmomys Thomas, 1901 - a Sigmodon emlősnem egyik alneme
- Sigmodon alstoni Thomas, 1881
- Sigmodon savannarum (Thomas, 1901)
- Sigmodon venester (Thomas, 1914) - Sigmodon alstoni
- Chibchanomys trichotis Thomas, 1897
- Ichthyomys Thomas, 1893
- Ichthyomys nicefori Thomas, 1924 - Ichthyomys hydrobates
- Ichthyomys stolzmanni Thomas, 1893
- Ichthyomys caurinus Thomas, 1924 - Ichthyomys tweedii
- Rheomys Thomas, 1906
- Rheomys underwoodi Thomas, 1906
- Aegialomys xanthaeolus (Thomas, 1894)
- Oryzomys xanthaeolus Thomas, 1894 - Aegialomys xanthaeolus
- Euryoryzomys lamia (Thomas, 1901)
- Oryzomys lamia Thomas, 1901 - Euryoryzomys lamia
- Euryoryzomys legatus (Thomas, 1925)
- Oryzomys legatus Thomas, 1925 - Euryoryzomys legatus
- Euryoryzomys macconnelli (Thomas, 1910)
- Oryzomys macconnelli Thomas, 1910 - Euryoryzomys macconnelli
- Euryoryzomys nitidus (Thomas, 1884)
- Oryzomys nitidus Thomas, 1884
- Oryzomys boliviae Thomas, 1901 - Euryoryzomys nitidus
- Oryzomys gracilis Thomas, 1894 - Handleyomys alfaroi
- Handleyomys chapmani (Thomas, 1898)
- Oryzomys chapmani Thomas, 1898 - Handleyomys chapmani
- Handleyomys intectus Thomas, 1921
- Handleyomys melanotis (Thomas, 1893)
- Oryzomys melanotis Thomas, 1893 - Handleyomys melanotis
- Holochilus darwini Thomas, 1897 - Holochilus brasiliensis
- Holochilus chacarius Thomas, 1906
- Holochilus balnearum Thomas, 1906 - Holochilus chacarius
- Holochilus guianae Thomas, 1901 - Holochilus sciureus
- Holochilus incarum Thomas, 1920
- Holochilus nanus Thomas, 1897 - Holochilus sciureus
- Oryzomys oniscus Thomas, 1904 - Hylaeamys laticeps
- Oryzomys goeldi Thomas, 1897 - Hylaeamys megacephalus
- Hylaeamys yunganus (Thomas, 1902)
- Oryzomys yunganus Thomas, 1902 - Hylaeamys yunganus
- Melanomys Thomas, 1902
- Melanomys obscurior (Thomas, 1894) - Melanomys caliginosus
- Melanomys olivinus (Thomas, 1902)
- Melanomys phaeopus (Thomas, 1894)
- Oryzomys phaeopus Thomas, 1894 - Melanomys caliginosus
- Melanomys robustulus Thomas, 1914
- Microryzomys Thomas, 1917
- Thallomyscus Thomas, 1926 - Microryzomys
- Microryzomys aurillus (Thomas, 1917) - Microryzomys minutus
- Microryzomys dryas (Thomas, 1898)
- Microryzomys humilior (Thomas, 1898) - Microryzomys minutus
- Neacomys Thomas, 1900
- Neacomys guianae Thomas, 1905
- Neacomys spinosus Thomas, 1882
- Neacomys amoenus Thomas, 1903
- Neacomys typicus Thomas, 1900
- Hesperomys spinosus Thomas, 1882 - Neacomys spinosus
- Neacomys tenuipes Thomas, 1900
- Nectomys fulvinus Thomas, 1897 - Nectomys apicalis
- Nectomys garleppii Thomas, 1899
- Nectomys saturatus Thomas, 1897 - Nectomys apicalis
- Nectomys magdalenae Thomas, 1897
- Nectomys grandis Thomas, 1897 - Nectomys magdalenae
- Nectomys mattensis Thomas, 1903 - Nectomys rattus
- Nectomys melanius Thomas, 1910 - Nectomys rattus
- Nephelomys childi Thomas, 1895 - Nephelomys albigularis
- Nephelomys moerex Thomas, 1914 - Nephelomys albigularis
- Nephelomys auriventer (Thomas, 1890)
- Oryzomys auriventer Thomas, 1890 - Nephelomys auriventer
- Nephelomys caracolus (Thomas, 1914)
- Oryzomys caracolus Thomas, 1914 - Nephelomys caracolus
- Nephelomys levipes (Thomas, 1902)
- Oryzomys levipes Thomas, 1902 - Nephelomys levipes
- Nephelomys meridensis (Thomas, 1894)
- Oryzomys meridensis Thomas, 1894 - Nephelomys meridensis
- Nephelomys childi (Thomas, 1895)
- Oryzomys childi Thomas, 1895 - Nephelomys childi
- Nephelomys moerex (Thomas, 1914)
- Oryzomys albigularis moerex Thomas, 1914 - Nephelomys moerex
- Nesoryzomys indefessus Thomas, 1899
- Oryzomys indefessus Thomas, 1899 - Nesoryzomys indefessus
- Oecomys Thomas, 1906
- Oecomys benevolens (Thomas, 1901) - Oecomys bicolor
- Oecomys dryas (Thomas, 1900)
- Oecomys nitedulus Thomas, 1910
- Oecomys rosilla (Thomas, 1904)
- Rhipidomys benevolens Thomas, 1901 - Oecomys bicolor
- Oecomys catherinae Thomas, 1909
- Oecomys marmorsurus (Thomas, 1899) - Oecomys concolor
- Oecomys flavicans Thomas, 1894
- Oecomys mamorae Thomas, 1906
- Oecomys paricola Thomas, 1904
- Oecomys phaeotis Thomas, 1901
- Oecomys rex Thomas, 1910
- Oecomys roberti Thomas, 1904
- Oecomys guianae Thomas, 1910
- Oecomys tapajinus Thomas, 1909 - Oecomys roberti
- Oecomys superans Thomas, 1911
- Oecomys palmeri Thomas, 1911 - Oecomys superans
- Oecomys osgoodi Thomas, 1924 - Oecomys trinitatis
- Oecomys subluteus (Thomas, 1898)
- Oecomys tectus (Thomas, 1901) - Oecomys trinitatis
- Oligoryzomys arenalis Thomas, 1913
- Oligoryzomys stolzmanni (Thomas, 1894) - Oligoryzomys destructor
- Oligoryzomys messorius (Thomas, 1901) - Oligoryzomys fulvescens
- Oligoryzomys coppingeri (Thomas, 1881) - Oligoryzomys longicaudatus
- Oligoryzomys mizurus (Thomas, 1916) - Oligoryzomys longicaudatus
- Oryzomys delticola Thomas, 1917 - Oligoryzomys nigripes
- Oligoryzomys delticola Thomas, 1917 - Oligoryzomys nigripes
- Oligoryzomys victus Thomas, 1898
- Oryzomys antillarum Thomas, 1898
- Oryzomys fulgens Thomas, 1893 - Coues rizspatkánya
- nicaraguai rizspatkány (Oryzomys dimidiatus) Thomas, 1905
- alsó-kaliforniai rizspatkány (Oryzomys peninsulae) Thomas, 1897
- Sigmodontomys esmeraldarum Thomas, 1901 - Sigmodontomys alfari
- Sigmodontomys ochrinus (Thomas, 1921)
- Sigmodontomys russulus (Thomas, 1897) - Sigmodontomys alfari
- Oryzomys panamensis Thomas, 1901 - Transandinomys talamancae
- Oryzomys sylvaticus Thomas, 1900 - Transandinomys talamancae
- Zygodontomys microtinus (Thomas, 1894) - Zygodontomys brevicauda
- Zygodontomys stellae Thomas, 1899
- Zygodontomys tobagi Thomas, 1900 - Zygodontomys brevicauda
- Zygodontomys brunneus Thomas, 1898
- Aepeomys Thomas, 1898
- Aepeomys lugens Thomas, 1896
- Oryzomys lugens Thomas, 1896 - Aepeomys lugens
- Delomys Thomas, 1917
- Delomys collinus Thomas, 1917
- Delomys sublineatus Thomas, 1903
- Rhagomys Thomas, 1917
- Rhagomys rufescens Thomas, 1886
- Hesperomys rufescens Thomas, 1886 - Rhagomys rufescens
- Rhipidomys austrinus Thomas, 1921
- Rhipidomys collinus Thomas, 1925 - Rhipidomys austrinus
- Rhipidomys cumananus Thomas, 1900 - Rhipidomys couesi
- Rhipidomys fulviventer Thomas, 1896
- Rhipidomys microtis Thomas, 1896 - Rhipidomys latimanus
- Rhipidomys pictor Thomas, 1904 - Rhipidomys latimanus
- Rhipidomys bovallii Thomas, 1911 - Rhipidomys leucodactylus
- Rhipidomys equatoris Thomas, 1915
- Rhipidomys goodfellowi Thomas, 1900
- Rhipidomys lucullus Thomas, 1911
- Rhipidomys rex Thomas, 1927
- Rhipidomys sclateri (Thomas, 1887) - Rhipidomys leucodactylus
- Rhipidomys cearanus Thomas, 1910 - Rhipidomys macrurus
- Rhipidomys modicus Thomas, 1926
- Rhipidomys nitela Thomas, 1901
- Rhipidomys fervidus Thomas, 1904 - Rhipidomys nitela
- Rhipidomys venezuelae Thomas, 1896
- Rhipidomys venustus Thomas, 1900
- Inomys Thomas, 1917 - Thomasomys
- Thomasomys princeps (Thomas, 1895) - Thomasomys aureus
- Thomasomys baeops Thomas, 1899
- Thomasomys cinereus Thomas, 1882
- Hesperomys cinereus Thomas, 1882 - Thomasomys cinereus
- Thomasomys daphne Thomas, 1917
- Thomasomys eleusis Thomas, 1926
- Thomasomys gracilis Thomas, 1917
- Thomasomys incanus Thomas, 1894
- Thomasomys fraternus Thomas, 1927 - Thomasomys incanus
- Thomasomys kalinowskii Thomas, 1894
- Thomasomys laniger Thomas, 1895
- Thomasomys emeritus Thomas, 1916 - Thomasomys laniger
- Thomasomys niveipes Thomas, 1896
- Thomasomys notatus Thomas, 1917
- Thomasomys paramorum Thomas, 1898
- Thomasomys nicefori Thomas, 1921 - Thomasomys popayanus
- Thomasomys praetor Thomas, 1900
- Thomasomys pyrrhonotus Thomas, 1886
- Thomasomys rosalinda Thomas & St. Leger, 1926
- Thomasomys taczanowskii Thomas, 1882
- Thomasomys vestitus Thomas, 1898
- Thomasomys vulcani Thomas, 1898
- Chroeomys Thomas, 1916 - Abrothrix
- Abrothrix gossei (Thomas, 1920) - Abrothrix andinus
- Abrothrix jucundus (Thomas, 1913) - Abrothrix andinus
- Abrothrix illuteus Thomas, 1925
- Abrothrix jelskii Thomas, 1894
- Abrothrix bacchante (Thomas, 1902)
- Abrothrix cayllomae (Thomas, 1901)
- Abrothrix cruceri (Thomas, 1901)
- Abrothrix inambarii (Thomas, 1901)
- Abrothrix inornatus (Thomas, 1917)
- Abrothrix pulcherrimus (Thomas, 1897)
- Abrothrix pyrrhotis (Thomas, 1894)
- Abrothrix scalops (Thomas, 1884)
- Abrothrix sodalis (Thomas, 1913) - Abrothrix jelskii
- Abrothrix lanosus Thomas, 1897
- Abrothrix angustus (Thomas, 1927) - Abrothrix longipilis
- Abrothrix francei (Thomas, 1908)
- Abrothrix hirtus (Thomas, 1895)
- Abrothrix modestior Thomas, 1919
- Abrothrix moerens Thomas, 1919
- Abrothrix nubila Thomas, 1929
- Abrothrix suffusus (Thomas, 1903) - Abrothrix longipilis
- Abrothrix beatus Thomas, 1919 - Abrothrix olivaceus
- Chelemys Thomas, 1903
- Chelemys macronyx Thomas, 1894
- Chelemys fumosus Thomas, 1927
- Chelemys vestitus (Thomas, 1903) - Chelemys macronyx
- Chalcomys Thomas, 1916 - Akodon
- Hypsimys Thomas, 1918
- Microxus Thomas, 1909 - Akodon
- Akodon aerosus Thomas, 1913
- Akodon bogotensis Thomas, 1895
- Akodon albiventer Thomas, 1897
- Akodon berlepschii Thomas, 1898 - Akodon albiventer
- Akodon hunteri Thomas, 1917 - Akodon azarae
- Akodon pacificus Thomas, 1902 - Akodon boliviensis
- Akodon dolores Thomas, 1916
- Akodon fumeus Thomas, 1902
- Akodon iniscatus Thomas, 1919
- Akodon collinus Thomas, 1919
- Akodon nucus Thomas, 1926 - Akodon iniscatus
- Akodon caenosus Thomas, 1918
- Akodon puer Thomas, 1902 - Akodon lutescens
- Akodon mollis Thomas, 1894
- Akodon altorum Thomas, 1913 - Akodon mollis
- Akodon montensis Thomas, 1913
- Akodon neocenus Thomas, 1919
- Akodon pervalens Thomas, 1925
- Akodon serrensis Thomas, 1902
- Akodon simulator Thomas, 1916
- Akodon glaucinus Thomas, 1919
- Akodon tartareus Thomas, 1919
- Akodon spegazzinii Thomas, 1897
- Akodon alterus Thomas, 1919 - Akodon spegazzinii
- Akodon surdus Thomas, 1917
- Akodon sylvanus Thomas, 1921
- Akodon toba Thomas, 1921
- Akodon torques Thomas, 1917
- Akodon varius Thomas, 1902
- Hypsimys Thomas, 1918 - az Akodon emlősnem egyik alneme
- Akodon budini Thomas, 1918
- Akodon deceptor (Thomas, 1921) - Akodon budini
- Microxus Thomas, 1909 - az Akodon emlősnem egyik alneme
- Akodon mimus Thomas, 1901
- Brucepattersonius iheringi Thomas, 1896
- Bolomys Thomas, 1916 - Necromys
- Necromys amoenus Thomas, 1900
- Necromys benefactus Thomas, 1919
- Necromys lactens Thomas, 1918
- Necromys negrito (Thomas, 1926)
- Necromys orbus (Thomas, 1919) - Necromys lactens
- Necromys fuscinus (Thomas, 1897) - Necromys lasiurus
- Necromys lenguarum Thomas, 1898
- Necromys punctulatus Thomas, 1894
- Oxymycterus akodontius Thomas, 1921
- Oxymycterus angularis Thomas, 1909
- Oxymycterus delator Thomas, 1903
- Oxymycterus inca Thomas, 1900
- Oxymycterus doris Thomas, 1916
- Oxymycterus iris Thomas, 1901 - Oxymycterus inca
- Oxymycterus paramensis Thomas, 1902
- Oxymycterus jacentior Thomas, 1925 - Oxymycterus paramensis
- Oxymycterus roberti Thomas, 1901
- Oxymycterus platensis Thomas, 1914 - Oxymycterus rufus
- Oxymycterus quaestor Thomas, 1903
- Oxymycterus judex Thomas, 1909 - Oxymycterus quaestor
- Scapteromys aquaticus Thomas, 1920
- Thalpomys Thomas, 1916
- Thalpomys lasiotis Thomas, 1916
- Auliscomys flavidior (Thomas, 1902) - Auliscomys boliviensis
- Auliscomys pictus Thomas, 1884
- Reithrodon pictus Thomas, 1884 - Auliscomys pictus
- Auliscomys sublimis Thomas, 1900
- Auliscomys leucurus (Thomas, 1919) - Auliscomys sublimis
- Calomys boliviae Thomas, 1901
- Calomys callidus Thomas, 1916
- Calomys muriculus (Thomas, 1921) - Calomys callosus
- Calomys fecundus (Thomas, 1926)
- Calomys lepidus Thomas, 1884
- Calomys argurus (Thomas, 1919)
- Calomys carilla (Thomas, 1902)
- Calomys ducilla (Thomas, 1901)
- Calomys marcarum (Thomas, 1917) - Calomys lepidus
- Calomys musculinus Thomas, 1913
- Calomys cordovensis (Thomas, 1916)
- Calomys cortensis (Thomas, 1920)
- Calomys murillus (Thomas, 1916) - Calomys musculinus
- Calomys sorellus Thomas, 1900
- Calomys frida (Thomas, 1917)
- Calomys miurus (Thomas, 1926) - Calomys sorellus
- Calomys venustus Thomas, 1894
- Eligmodontia hirtipes (Thomas, 1902)
- Eligmodontia moreni Thomas, 1896
- Eligmodontia jacunda Thomas, 1919 - Eligmodontia puerulus
- Eligmodontia marica Thomas, 1918 - Eligmodontia puerulus
- Eligmodontia pamparum Thomas, 1913 - Eligmodontia typus
- Chelemyscus Thomas, 1925 - Euneomys
- Euneomys ultimus Thomas, 1916 - Euneomys chinchilloides
- Euneomys fossor Thomas, 1899
- Euneomys mordax Thomas, 1912
- Euneomys dabbeni Thomas, 1919 - Euneomys petersoni
- Graomys Thomas, 1916
- Graomys centralis Thomas, 1902
- Graomys domorum Thomas, 1902
- Graomys taterona Thomas, 1926 - Graomys domorum
- Graomys lockwoodi Thomas, 1918 - Graomys griseoflavus
- Graomys medius Thomas, 1919 - Graomys griseoflavus
- Loxodontomys alsus (Thomas, 1919) - Loxodontomys micropus
- Phyllotis amicus Thomas, 1900
- Phyllotis maritimus Thomas, 1900
- Phyllotis montanus Thomas, 1900 - Phyllotis amicus
- Phyllotis andium Thomas, 1912
- Phyllotis melanius Thomas, 1913 - Phyllotis andium
- Phyllotis haggardi Thomas, 1908
- Phyllotis elegantulus Thomas, 1913 - Phyllotis haggardi
- Phyllotis limatus Thomas, 1912
- Phyllotis magister Thomas, 1912
- Phyllotis lutescens Thomas, 1902 - Phyllotis osilae
- Phyllotis nogalaris Thomas, 1921
- Phyllotis tucumanus Thomas, 1912 - Phyllotis osilae
- Phyllotis wolffsohni Thomas, 1902
- Phyllotis abrocodon Thomas, 1926 - Phyllotis xanthopygus
- Phyllotis arenarius Thomas, 1902
- Phyllotis posticalis Thomas, 1912
- Phyllotis ricardulus Thomas, 1919
- Phyllotis vaccarum Thomas, 1912 - Phyllotis xanthopygus
- Reithrodon caurinus Thomas, 1920 - Reithrodon auritus
- Reithrodon evae Thomas, 1927
- Reithrodon flammarum Thomas, 1912
- Reithrodon marinus Thomas, 1920
- Reithrodon pampanus Thomas, 1916 - Reithrodon auritus
- Reithrodon currentium Thomas, 1920 - Reithrodon typicus

##### Liánpatkányformák
- Ototylomys guatemalae Thomas, 1909 - füles liánpatkány
- Tylomys mirae Thomas, 1899
- Watson-liánpatkány (Tylomys watsoni) Thomas, 1899

#### Egérfélék

##### Deomyinae
- Deomyinae Thomas, 1888
- Deomyes Thomas, 1888 - Deomyinae
- Deomys Thomas, 1888
- kongói tüskésegér (Deomys ferrugineus) Thomas, 1888
- Deomys christyi Thomas, 1915 - kongói tüskésegér
- Uranomys foxi Thomas, 1912 - Uranomys ruddi
- Uranomys oweni Thomas, 1910 - Uranomys ruddi
- Acomys airensis Thomas & Hinton, 1921
- Acomys viator Thomas, 1902 - egyiptomi tüskésegér
- Acomys johannis Thomas, 1912 - szürke tüskésegér
- Acomys flavidus Thomas, 1917 - Acomys dimidiatus
- Acomys homericus Thomas, 1923 - Acomys dimidiatus
- Acomys johannis Thomas, 1912
- Mullah tüskésegér (Acomys mullah) Thomas, 1904
- Wilson-tüskésegér (Acomys wilsoni) Thomas, 1892
- Louise-tüskésegér (Acomys louisae) Thomas, 1896
- Acomys umbratus Thomas, 1923 - Louise-tüskésegér
- Lophuromys laticeps Thomas & Wroughton, 1907 - Lophuromys aquilus
- Lophuromys major Thomas & Wroughton, 1907 - Lophuromys aquilus
- Lophuromys brunneus Thomas, 1906
- Lophuromys flavopunctatus Thomas, 1888
- Lophuromys zaphiri Thomas, 1906 - Lophuromys flavopunctatus
- Lophuromys naso Thomas, 1911 - Lophuromys nudicaudus
- Lophuromys woosnami Thomas, 1906
- Lophuromys prittiei Thomas, 1911 - Lophuromys woosnami

##### Versenyegérformák
- Ammodillus Thomas, 1904
- Desmodilliscus buchanani Thomas & Hinton, 1920 - Desmodilliscus braueri
- Pachyuromys faroulti Thomas, 1920 - zsírosfarkú futóegér
- Microdillus Thomas, 1910
- Brachiones Thomas, 1925
- bozontosfarkú versenyegér (Sekeetamys calurus) Thomas, 1892
- Gerbillus calurus Thomas, 1892 - bozontosfarkú versenyegér
- Desmodillus Thomas & Schwann, 1904
- Dipodillus dodsoni Thomas, 1913 - nagy futóegér
- Dipodillus hilda (Thomas, 1918)
- Dipodillus rozsikae Thomas, 1908
- Dipodillus somalicus Thomas, 1910 - nagy futóegér
- Dipodillus harwoodi Thomas, 1901
- Dipodillus lowei Thomas & Hinton, 1923
- Dipodillus mackillingini Thomas, 1904
- Dipodillus somalicus Thomas, 1910
- Dipodillus luteolus (Thomas, 1901) - Dipodillus stigmonyx
- Gerbillus acticola Thomas, 1918
- Gerbillus agag Thomas, 1903
- Gerbillus allenbyi Thomas, 1918 - Gerbillus andersoni
- Gerbillus bonhotei Thomas, 1919
- Gerbillus eatoni Thomas, 1902 - Gerbillus andersoni
- Gerbillus cheesmani Thomas, 1919
- Gerbillus dunni Thomas, 1904
- Gerbillus floweri Thomas, 1919
- Gerbillus latastei Thomas & Trouessart, 1903
- Gerbillus nancillus Thomas & Hinton, 1923
- Gerbillus nigeriae Thomas & Hinton, 1920
- Gerbillus tarabuli Thomas, 1902
- Gerbillus riggenbachi Thomas, 1903 - Gerbillus tarabuli
- Gerbillus brockmani Thomas, 1910
- Gerbillus famulus Yerbury & Thomas, 1895
- Gerbillus jordani (Thomas, 1918) - törpe futóegér
- Gerbillus muriculus Thomas & Hinton, 1923
- Gerbillus arabium (Thomas, 1918) - Gerbillus nanus
- Gerbillus indus Thomas, 1920
- Gerbillus lixa Yerbury & Thomas, 1895
- Gerbillus mimulus (Thomas, 1902) - Gerbillus nanus
- Gerbillus poecilops Yerbury & Thomas, 1895
- Gerbillus principulus Thomas & Hinton, 1923
- Gerbillus vivax Thomas, 1902
- Meriones charon Thomas, 1919 - nagy versenyegér
- Meriones pelerinus Thomas, 1919
- Meriones tripolius Thomas, 1919 - nagy versenyegér
- Meriones aquilo Thomas, 1912 - sivatagi versenyegér
- Meriones caudatus Thomas, 1919
- Meriones syrius Thomas, 1919
- Meriones tuareg Thomas, 1925 - sivatagi versenyegér
- Meriones auceps Thomas, 1908 - homoki versenyegér
- Meriones buechneri Thomas, 1909 - homoki versenyegér
- Meriones sacramenti Thomas, 1922
- Meriones isis Thomas, 1919 - Shaw-versenyegér
- Tristram-versenyegér (Meriones tristrami) Thomas, 1892
- Meriones blackleri Thomas, 1903
- Meriones lycaon Thomas, 1919 - Tristram-versenyegér
- Cheliones Thomas, 1919 - Meriones emlősnem egyik alneme
- Meriones collinus (Thomas, 1919) - indiai versenyegér
- Meriones ambrosius Thomas, 1919 - perzsa versenyegér
- Meriones baptistae Thomas, 1920 - perzsa versenyegér
- Meriones rex Yerbury & Thomas, 1895
- Meriones buryi Thomas, 1902 - Meriones rex
- Psammomys algiricus Thomas, 1902 - zömök versenyegér
- Psammomys nicolli Thomas, 1908
- Psammomys terraesanctae Thomas, 1902
- Psammomys tripolitanus Thomas, 1902 - zömök versenyegér
- Psammomys vexillaris Thomas, 1925
- Psammomys edusa Thomas, 1925 - Psammomys vexillaris
- Gerbilliscus Thomas, 1897
- Gerbilliscus Thomas, 1897 - a Gerbilliscus emlősnem egyik alneme
- Gerbilliscus fallax (Thomas & Schwann, 1904) - Gerbilliscus boehmi
- Gerbilliscus fraterculus (Thomas, 1898) - Gerbilliscus boehmi
- Gerbilliscus joanae (Thomas, 1926) - Gerbilliscus brantsii
- Gerbilliscus guineae Thomas, 1910
- Gerbilliscus inclusus Thomas & Wroughton, 1908
- Gerbilliscus dichrura (Thomas, 1915) - Gerbilliscus kempi
- Gerbilliscus gambiana (Thomas, 1910)
- Gerbilliscus hopkinsoni (Thomas, 1911)
- Gerbilliscus ruwenzorii (Thomas & Wroughton, 1910) - Gerbilliscus kempi
- Gerbilliscus liodon (Thomas, 1902) - Gerbilliscus validus
- Gerbillurus vallinus Thomas, 1918
- Gerbillus vallinus Thomas, 1918 - Gerbillurus vallinus
- Gerbillurus broomi (Thomas, 1918) - fokföldi futóegér
- Gerbillurus calidus (Thomas, 1918)
- Gerbillurus leucanthus (Thomas, 1927)
- Gerbillurus oralis (Thomas & Hinton, 1925)
- Gerbillurus swalius (Thomas & Hinton, 1925) - fokföldi futóegér
- Taterillus Thomas, 1910
- Taterillus congicus Thomas, 1915
- Taterillus clivosus Thomas & Hinton, 1923 - Taterillus congicus
- Taterillus emini Thomas, 1892
- Gerbillus emini Thomas, 1892
- Taterillus gyas Thomas, 1918 - Taterillus emini
- Taterillus gracilis Thomas, 1892
- Taterillus angelus Thomas & Hinton, 1920
- Taterillus nigeriae Thomas, 1911 - Taterillus gracilis
- Taterillus harringtoni Thomas, 1906
- Taterillus perluteus Thomas & Hinton, 1923 - Taterillus harringtoni
- Taterillus lacustris Thomas & Wroughton, 1907

##### Szélesfülűegér-formák
- szélesfülűegér-formák (Otomyinae) Thomas, 1897
- Myotomys Thomas, 1918
- Myotomys sloggetti Thomas, 1902
- Myotomys broomi (Thomas, 1902) - fenyérlakó szélesfülű egér
- Myotomys grantii (Thomas, 1902) - fenyérlakó szélesfülű egér
- Anchotomys Thomas, 1918 - Otomys
- Lamotomys Thomas, 1918 - Otomys
- Otomys divinorum Thomas, 1910 - angolai szélesfülű egér
- Otomys mashona Thomas, 1918
- Otomys rowleyi Thomas, 1918 - angolai szélesfülű egér
- Otomys burtoni Thomas, 1918
- Otomys dartmouthi Thomas, 1906
- Otomys denti Thomas, 1906
- Otomys coenosus Thomas, 1918 - mocsári szélesfülű egér
- Otomys jacksoni Thomas, 1891
- Otomys laminatus Thomas & Schwann, 1905
- Otomys orestes Thomas, 1900
- Otomys tropicalis Thomas, 1902
- Otomys degeni Thomas, 1902 - Otomys typus
- Otomys fortior Thomas, 1906 - Otomys typus
- Parotomys Thomas, 1918
- Liotomys Thomas, 1918 - Parotomys
- Parotomys luteolus (Thomas & Schwann, 1904) - Oranje szélesfülű egér
- Parotomys littledalei Thomas, 1918

##### Egérformák
- Rhynchomyinae Thomas, 1897 - egérformák
- Colomys Thomas & Wroughton, 1907
- nagytalpúpatkány (Colomys goslingi) Thomas & Wroughton, 1907
- Colomys bicolor Thomas, 1912 - nagytalpúpatkány
- Chiromyscus Thomas, 1925
- Chiromyscus chiropus Thomas, 1891
- Dacnomys Thomas, 1916
- Dacnomys millardi Thomas, 1916
- Dacnomys wroughtoni Thomas, 1922 - Dacnomys millardi
- Golunda bombax Thomas, 1923 - Elliot-patkány
- Golunda coenosa Thomas, 1923
- Golunda coraginis Thomas, 1923
- Golunda gujerati Thomas, 1923
- Golunda limitaris Thomas, 1923
- Golunda paupera Thomas, 1923 - Elliot-patkány
- Stochomys Thomas, 1926
- Stochomys ituricus (Thomas, 1915) - Stochomys longicaudatus
- Crossomys Thomas, 1907
- fületlen mocsáripatkány (Crossomys moncktoni) Thomas, 1907
- Drosomys Thomas, 1906 - Parahydromys
- Limnomys (Thomas, 1906) - Parahydromys
- borzas mocsáripatkány (Parahydromys asper) Thomas, 1906
- Limnomys asper Thomas, 1906 - borzas mocsáripatkány
- Diomys Thomas, 1917
- Diomys crumpiThomas, 1917
- Madromys blanfordi Thomas, 1881
- Mus blanfordi Thomas, 1881 - Madromys blanfordi
- Muriculus Thomas, 1903
- Lenomys Thomas, 1898
- Anisomys Thomas, 1904
- Anisomys imitator Thomas, 1904
- Mastacomys Thomas, 1882
- sötét ausztrálegér (Mastacomys fuscus) Thomas, 1882
- Mastacomys mordicus Thomas, 1922 - sötét ausztrálegér
- Diplothrix Thomas, 1916
- Diplothrix legata Thomas, 1906
- Lenothrix legata Thomas, 1906 - Diplothrix legata
- Nesoromys Thomas, 1922
- Nesoromys ceramicus Thomas, 1920
- Stenomys ceramicus Thomas, 1920 - Nesoromys ceramicus
- Paruromys dominator Thomas, 1921
- Rattus dominator Thomas, 1921 - Paruromys dominator
- Xeromys Thomas, 1889
- ausztrál mocsáripatkány (Xeromys myoides) Thomas, 1889
- Micromys japonicus Thomas, 1906 - törpeegér
- Aethomys Thomas, 1915
- Aethomys bocagei Thomas, 1904
- Aethomys acticola (Thomas & Wroughton, 1908) - Aethomys chrysophilus
- Aethomys imago Thomas, 1927 - Aethomys chrysophilus
- Aethomys hindei Thomas, 1902
- Epimys hindei Thomas, 1902 - Aethomys hindei
- Aethomys ineptus Thomas & Wroughton, 1908
- Aethomys pedester Thomas, 1911 - Aethomys kaiseri
- Aethomys nyikae Thomas, 1897
- Aethomys stannarius Thomas, 1913
- Nemomys Thomas, 1924 - Apodemus
- Apodemus celatus Thomas, 1906 - japán erdeiegér
- Apodemus geisha (Thomas, 1905)
- Apodemus hokkaidi (Thomas, 1906)
- Apodemus sagax Thomas, 1908
- Apodemus yakui (Thomas, 1906) - japán erdeiegér
- Apodemus fergussoni Thomas, 1911 - Apodemus chevrieri
- Apodemus ilex Thomas, 1922 - Apodemus draco
- Apodemus orestes Thomas, 1911 - Apodemus draco
- nepáli erdeiegér (Apodemus gurkha) Thomas, 1924
- Apodemus latronum Thomas, 1911
- Apodemus smyrnensis (Thomas, 1903) - szirti erdeiegér
- koreai erdeiegér (Apodemus peninsulae) Thomas, 1907
- Apodemus giliacus (Thomas, 1907) - koreai erdeiegér
- tajvani erdeiegér (Apodemus semotus) Thomas, 1908
- Apodemus ainu (Thomas, 1906) - Apodemus speciosus
- Apodemus navigator (Thomas, 1906) - Apodemus speciosus
- izraeli erdeiegér (Apodemus witherbyi) Thomas, 1902
- Apodemus coreae Thomas, 1908 - pirókegér
- Apodemus harti (Thomas, 1898)
- Apodemus mantchuricus (Thomas, 1898)
- Apodemus pallidior Thomas, 1908 - pirókegér
- Arvicanthis ansorgei Thomas, 1910
- Arvicanthis somalicus Thomas, 1903 - Newmann-pásztásegér
- Arvicanthis pelliceus Thomas, 1928 - nílusi pásztásegér
- Arvicanthis solatus Thomas, 1925 - nílusi pásztásegér
- Arvicanthis mordax Thomas, 1911 - Arvicanthis rufinus
- Arvicanthis setosus Thomas, 1905 - Arvicanthis rufinus
- Desmomys Thomas, 1910
- vésettfogú patkány (Desmomys harringtoni) Thomas, 1902
- Pelomys harringtoni Thomas, 1902 - vésettfogú patkány
- Lemniscomys griselda Thomas, 1904
- Lemniscomys linulus Thomas, 1910
- Lemniscomys macculus Thomas & Wroughton, 1910
- Lemniscomys akka (Thomas, 1915) - Lemniscomys macculus
- Lemniscomys rosalia Thomas, 1904
- Lemniscomys calidior (Thomas & Wroughton, 1908)
- Lemniscomys phaeotis (Thomas, 1910)
- Lemniscomys sabulatus Thomas, 1927
- Lemniscomys spinalis Thomas, 1916 - Lemniscomys rosalia
- Lemniscomys ardens (Thomas, 1910) - Lemniscomys striatus
- Lemniscomys lynesi Thomas & Hinton, 1923
- Lemniscomys venustus (Thomas, 1911)
- Lemniscomys versustus (Thomas, 1911)
- Lemniscomys wroughtoni (Thomas, 1910) - Lemniscomys striatus
- Lemniscomys dunni (Thomas, 1903) - Lemniscomys zebra
- Lemniscomys nigeriae (Thomas, 1912)
- Lemniscomys nubalis Thomas & Hinton, 1923
- Lemniscomys olga Thomas & Hinton, 1921
- Lemniscomys oweni Thomas, 1911 - Lemniscomys zebra
- Mylomys Thomas, 1906
- Mylomys alberti Thomas, 1915 - Mylomys dybowskii
- Mylomys christyi Thomas, 1917
- Mylomys cuninghamei Thomas, 1906
- Mylomys lutescens Thomas, 1915
- Mylomys rex (Thomas, 1906) - Mylomys dybowskii
- Mylomys rex Thomas, 1906
- Pelomys frater Thomas, 1904 - Pelomys fallax
- Rhabdomys Thomas, 1916
- Rhabdomys diminutus (Thomas, 1893) - Rhabdomys dilectus
- Rhabdomys bechuanae (Thomas, 1893) - négycsíkos fűegér
- Rhabdomys cinereus (Thomas & Schwann, 1904) - négycsíkos fűegér
- Chrotomys Thomas, 1895
- Celaenomys Thomas, 1898 - Chrotomys
- sötét mocsáripatkány (Chrotomys silaceus) Thomas, 1895
- Whitehead csíkospatkány (Chrotomys whiteheadi) Thomas, 1895
- Rhynchomys Thomas, 1895
- cickányképű ormányosegér (Rhynchomys soricoides) Thomas, 1895
- Ochromys Thomas, 1920 - Zelotomys
- Zelotomys hildegardeae Thomas, 1902
- Mus hildegardeae Thomas, 1902
- Zelotomys instans Thomas, 1916 - Zelotomys hildegardeae
- Crunomys Thomas, 1897
- luzoni patakipatkány (Crunomys fallax) Thomas, 1897
- Crunomys melanius Thomas, 1907
- Leopoldamys edwardsi Thomas, 1882
- Leopoldamys garonum (Thomas, 1921)
- Leopoldamys listeri (Thomas, 1916) - Leopoldamys edwardsi
- Leopoldamys sabanus Thomas, 1887
- Mus sabanus Thomas, 1887
- Leopoldamys tersus (Thomas & Wroughton, 1909) - Leopoldamys sabanus
- Mentawai-szigeteki hosszúfarkúpatkány (Leopoldamys siporanus) Thomas, 1895
- Niviventer andersoni Thomas, 1911
- brahma sörtéspatkány (Niviventer brahma) Thomas, 1914
- Niviventer canorus (Thomas, 1911) - Niviventer confucianus
- Niviventer chihliensis (Thomas, 1917)
- Niviventer luticolor (Thomas, 1908)
- Niviventer mentosus (Thomas, 1916)
- Niviventer sacer (Thomas, 1908) - Niviventer confucianus
- Niviventer coxingi (Thomas, 1892) - tajvani sörtéspatkány
- Niviventer culturatus Thomas, 1917
- Niviventer ninus (Thomas, 1922) - Niviventer eha
- Niviventer excelsior Thomas, 1911
- Niviventer tenaster Thomas, 1916
- nigériai borzaspatkány (Dasymys foxi) Thomas, 1912
- Dasymys bentleyae (Thomas, 1892) - Dasymys incomtus
- Dasymys medius Thomas, 1906 - Dasymys incomtus
- ruwenzori-hegységi borzaspatkány (Dasymys montanus) Thomas, 1906
- Craurothrix Thomas, 1896 - Echiothrix
- Hadromys Thomas, 1911
- Hadromys humei Thomas, 1886
- Mus humei Thomas, 1886 - Hadromys humei
- Dephomys Thomas, 1926
- Hybomys Thomas, 1910
- Hybomys Thomas, 1910 - a Hybomys emlősnem egyik alneme
- holdas erdeipatkány (Hybomys lunaris) Thomas, 1906
- Typomys Thomas, 1911 - a Hybomys emlősnem egyik alneme
- Hydromys caurinus Thomas, 1909 - sárgahasú úszópatkány
- Hydromys esox Thomas, 1906
- Hydromys illuteus Thomas, 1922
- Hydromys longmani Thomas, 1923
- Hydromys melicertes Thomas, 1921
- Hydromys nauticus Thomas, 1921
- Hydromys reginae Thomas & Dollman, 1909 - sárgahasú úszópatkány
- Malacomys wilsoni Thomas, 1916 - Malacomys longipes
- Maxomys alticola Thomas, 1888
- Maxomys baeodon Thomas, 1894
- Maxomys ochraceiventer Thomas, 1894
- Maxomys rajah Thomas, 1894
- Maxomys whiteheadi Thomas, 1894
- Maxomys perlutus (Thomas, 1911) - Maxomys whiteheadi
- Chiropodomys ana Thomas & Wroughton, 1909 - Chiropodomys gliroides
- Chiropodomys major Thomas, 1893
- Chiropodomys legatus Thomas, 1911
- Chiropodomys pictor Thomas, 1911 - Chiropodomys major
- Chiropodomys pusillus Thomas, 1893
- Haeromys Thomas, 1911
- Haeromys margarettae Thomas, 1893
- Mus margarettae Thomas, 1893 - Haeromys margarettae
- Haeromys minahassae Thomas, 1896
- Haeromys pusillus Thomas, 1893
- Hapalomys delacouri Thomas, 1927
- Hapalomys pasquieri Thomas, 1927 - Hapalomys delacouri
- Vandeleuria marica Thomas, 1915 - Vandeleuria oleracea
- Vandeleuria modesta Thomas, 1914
- Vandeleuria rubida Thomas, 1914
- Vandeleuria sibylla Thomas, 1914 - Vandeleuria oleracea
- Cremnomys australis Thomas, 1916 - Cremnomys cutchicus
- Cremnomys caenosus Thomas, 1916
- Cremnomys medius Thomas, 1916
- Cremnomys siva Thomas, 1916
- Cremnomys rajput Thomas, 1916 - Cremnomys cutchicus
- Millardia Thomas, 1911
- Grypomys Thomas, 1911
- Guyia Thomas, 1917 - Millardia
- Millardia kathleenae Thomas, 1914
- Millardia dunni Thomas, 1917 - Millardia meltada
- Hylenomys Thomas, 1925 - Mus
- Leggadilla Thomas, 1914 - Mus
- Mus popaeus (Thomas, 1919) - Mus cervicolor
- Mus nagarum (Thomas, 1921) - Mus cookii
- Mus palnica (Thomas, 1923) - Mus cookii
- kongói egér (Mus bufo) Thomas, 1906
- Mus callewaerti Thomas, 1925
- Mus haussa Thomas & Hinton, 1920
- Mus indutus Thomas, 1910
- Mus deserti (Thomas, 1912) - Mus indutus
- Mus bella (Thomas, 1910) - Mus musculoides
- Mus gallarum (Thomas, 1910)
- Mus grata (Thomas & Wroughton, 1910)
- Mus paulina (Thomas, 1918)
- Mus sybilla (Thomas, 1918)
- Mus vicina (Thomas, 1910) - Mus musculoides
- Mus neavei Thomas, 1910
- Mus pasha (Thomas, 1910) - Mus setulosus
- Mus sorella Thomas, 1909
- Mus tenellus Thomas, 1903
- Mus suahelica (Thomas, 1910) - Mus tenellus
- nagy törpeegér (Mus triton) Thomas, 1909
- Mus fors (Thomas, 1909)
- Mus murilla (Thomas, 1910) - nagy törpeegér
- Coelomys Thomas, 1915 - a Mus emlősnem egyik alneme
- Mus mayori Thomas, 1915
- Mus pahari Thomas, 1916
- Mus jacksoniae (Thomas, 1921) - Mus pahari
- Pyromys Thomas, 1911 - a Mus emlősnem egyik alneme
- Mus siva (Thomas & Ryley, 1913) - Mus phillipsi
- Mus gurkha (Thomas, 1914) - Mus saxicola
- Mus priestlyi (Thomas, 1911) - Mus saxicola
- Mus shortridgei Thomas, 1914
- Mus musculus manchu Thomas, 1909 - Mus musculus musculus
- Mus musculus mongolium Thomas, 1908 - Mus musculus musculus
- Mus musculus gentilulus Thomas, 1919 - a házi egér egyik alfaja
- Mus marica (Thomas, 1910) - afrikai törpeegér
- Mus umbratus (Thomas, 1910) - afrikai törpeegér
- Grammomys Thomas, 1915
- Grammomys aridulus Thomas & Hinton, 1923
- Grammomys buntingi Thomas, 1911
- Grammomys cometes Thomas & Wroughton, 1908
- Grammomys discolor (Thomas, 1910) - Grammomys dolichurus
- Grammomys elgonis (Thomas, 1910)
- Grammomys surdaster (Thomas & Wroughton, 1908) - Grammomys dolichurus
- Grammomys dryas Thomas, 1907
- Grammomys kuru Thomas & Wroughton, 1907
- Grammomys gazellae (Thomas, 1910) - Grammomys macmillani
- Oenomys Thomas, 1904
- Oenomys bacchante (Thomas, 1903) - Oenomys hypoxanthus
- Oenomys editus Thomas & Wroughton, 1910
- Oenomys moerens Thomas, 1911
- Oenomys oris Thomas, 1911
- Oenomys unyori (Thomas, 1903) - Oenomys hypoxanthus
- Oenomys ornatus Thomas, 1911
- Thallomys Thomas, 1920
- Thallomys nigricauda Thomas, 1882
- Mus nigricauda Thomas, 1882
- Thallomys herero Thomas, 1926
- Thallomys leuconoe Thomas, 1926
- Thallomys nitela Thomas & Hinton, 1923 - Thallomys nigricauda
- Thallomys ruddi (Thomas & Wroughton, 1908) - Thallomys paedulcus
- Thallomys scotti Thomas & Hinton, 1923 - Thallomys paedulcus
- Thallomys shortridgei Thomas & Hinton, 1923
- Thamnomys Thomas, 1907
- Thamnomys venustus Thomas, 1907
- Batomys Thomas, 1895
- Batomys granti Thomas, 1895
- Carpomys Thomas, 1895
- Carpomys melanurus Thomas, 1895
- Carpomys phaeurus Thomas, 1895
- Crateromys Thomas, 1895
- Chiruromys Thomas, 1888
- Chiruromys forbesi Thomas, 1888
- Chiruromys mambatus (Thomas, 1920)
- Chiruromys pulcher Thomas, 1895
- Chiruromys vulturnus (Thomas, 1920) - Chiruromys forbesi
- Chiruromys lamia Thomas, 1897
- Chiruromys vates Thomas, 1908
- Hyomys Thomas, 1904
- Hyomys meeki Thomas, 1904 - Hyomys goliath
- Mallomys Thomas, 1898
- Mallomys hercules Thomas, 1912 - Mallomys aroaensis
- Rothschild-pápuapatkány (Mallomys rothschildi) Thomas, 1898
- Mammelomys lanosus Thomas, 1922 - korábban Melomys lanosus
- Yapen-szigeti mozaikfarkú-patkány (Mammelomys rattoides) Thomas, 1922
- Melomys rattoides Thomas, 1922 - Yapen-szigeti mozaikfarkú-patkány
- Pogonomys loriae Thomas, 1897
- Pogonomys dryas Thomas, 1904 - Pogonomys loriae
- Pogonomys lepidus Thomas, 1897 - Pogonomys macrourus
- Pogonomys sylvestris Thomas, 1920
- Conilurus melibius Thomas, 1921 - Conilurus penicillatus
- Leggadina Thomas, 1910
- Leggadina forresti Thomas, 1906
- Mus forresti Thomas, 1906
- Leggadina messorius (Thomas, 1925) - Leggadina forresti
- Leporillus Thomas, 1906
- Leporillus jonesi Thomas, 1921 - nagy rőzsepatkány
- Ammomys Thomas, 1906 - Mesembriomys
- Mesembriomys rattoides Thomas, 1924 - feketelábú ausztrálpatkány
- Spinifex kabócaegér (Notomys alexis) Thomas, 1922
- északi kabócaegér (Notomys aquilo) Thomas, 1921
- Notomys macrotis Thomas, 1921
- Notomys sturti Thomas, 1921 - hosszúfarkú kabócaegér
- Notomys macropus Thomas, 1921 - Notomys mitchellii
- Notomys mordax Thomas, 1922
- Gyomys Thomas, 1910 - Pseudomys
- Thetomys Thomas, 1910 - Pseudomys
- Pseudomys squalorum (Thomas, 1907) - Pseudomys albocinereus
- Pseudomys auritus Thomas, 1910 - keleti ausztrálegér
- Pseudomys mimulus Thomas, 1926 - kecses ausztrálegér
- Pseudomys praeconis Thomas, 1910 - dűnelakó ausztrálegér
- kékes ausztrálegér (Pseudomys glaucus) Thomas, 1910
- Pseudomys ferculinus (Thomas, 1902) - Pseudomys nanus
- Pseudomys oralis Thomas, 1921
- Pseudomys patrius Thomas & Dollman, 1909
- Shortridge-ausztrálegér (Pseudomys shortridgei) Thomas, 1907
- Zyzomys Thomas, 1909
- Laomys Thomas, 1909 - Zyzomys
- Zyzomys argurus Thomas, 1889
- Mus argurus Thomas, 1889
- Zyzomys indutus (Thomas, 1909) - Zyzomys argurus
- Zyzomys woodwardi Thomas, 1909
- Gunomys Thomas, 1907 - Bandicota
- Bandicota varillus (Thomas, 1907) - bengál bandikutpatkány
- Bandicota varius (Thomas, 1907) - bengál bandikutpatkány
- Bandicota jabouillei Thomas, 1927 - indiai bandikutpatkány
- Bandicota mordax Thomas, 1916 - indiai bandikutpatkány
- Bandicota savilei Thomas, 1916
- Bandicota curtata Thomas, 1929 - Bandicota savilei
- Berylmys mullulus (Thomas, 1916) - Berylmys berdmorei
- Berylmys latouchei (Thomas, 1897) - Berylmys bowersi
- Berylmys wellsi (Thomas, 1921) - Berylmys bowersi
- Berylmys mackenziei Thomas, 1916
- Berylmys fea (Thomas, 1916) - Berylmys mackenziei
- Berylmys manipulus Thomas, 1916
- Epimys manipulus Thomas, 1916 - Berylmys manipulus
- Bullimus luzonicus Thomas, 1895
- Bunomys Thomas, 1910
- Bunomys coelestis Thomas, 1896
- Mus coelestis Thomas, 1896 - Bunomys coelestis
- Bunomys fratrorum Thomas, 1896
- Nesokia bailwardi Thomas, 1907 - rövidfarkú bandikutpatkány
- Nesokia buxtoni Thomas, 1919
- Nesokia suilla Thomas, 1907 - rövidfarkú bandikutpatkány
- Stenomys Thomas, 1910 - patkány
- Rattus manuselae Thomas, 1920 - Rattus nitidus
- Rattus pesticulus Thomas, 1921 - Rattus argentiventer
- Rattus baluensis Thomas, 1894
- mindorói patkány (Rattus mindorensis) Thomas, 1898
- Rattus dammermani Thomas, 1921 - Rattus tanezumi
- Rattus rhionis (Thomas & Wroughton, 1909) - Rattus tiomanicus
- Rattus bontanus Thomas, 1921
- Rattus marmosurus Thomas, 1921
- Rattus arrogans Thomas, 1922
- Rattus klossi Thomas, 1913 - Rattus arrogans
- Rattus feliceus Thomas, 1920
- Rattus mordax Thomas, 1904
- Rattus niobe Thomas, 1906
- Rattus rufulus Thomas, 1922 - Rattus niobe
- Rattus praetor Thomas, 1888
- Rattus bandiculus Thomas, 1922
- Rattus coenorum Thomas, 1922
- Rattus tramitius Thomas, 1922 - Rattus praetor
- Rattus verecundus Thomas, 1904
- Rattus colletti Thomas, 1904
- Rattus coracius Thomas, 1923 - feketelábú patkány
- Rattus glauerti Thomas, 1926
- Rattus mondraineus Thomas, 1921
- Rattus murrayi Thomas, 1923 - feketelábú patkány
- Rattus velutinus (Thomas, 1882) - vidrapatkány
- Rattus conatus Thomas, 1923 - Rattus sordidus
- Rattus gestri (Thomas, 1897)
- Rattus youngi Thomas, 1926 - Rattus sordidus
- Tunney-patkány (Rattus tunneyi) Thomas, 1904
- Rattus austrinus Thomas, 1921
- Rattus culmorum (Thomas & Dollman, 1909)
- Rattus melvilleus Thomas, 1921
- Rattus vallesius Thomas, 1921
- Rattus woodwardi (Thomas, 1908) - Tunney-patkány
- Rattus profusus Thomas, 1921 - hosszúszőrű patkány
- Rattus aemuli (Thomas, 1896) - polinéz patkány
- Rattus huegeli (Thomas, 1880)
- Rattus negrinus (Thomas, 1898) - polinéz patkány
- McLear-patkány (Rattus macleari) (Thomas, 1887)
- Mus macleari Thomas, 1887 - McLear-patkány
- Rattus nativitatis Thomas, 1889
- Rattus rogersi (Thomas, 1907) - Rattus stoicus
- Sundamys infraluteus Thomas, 1888
- Hylomyscus Thomas, 1926
- Hylomyscus aeta Thomas, 1911
- Epimys aeta Thomas, 1911 - Hylomyscus aeta
- Hylomyscus carillus Thomas, 1904
- Hylomyscus stella Thomas, 1911
- Hylomyscus denniae Thomas, 1906
- Mastomys Thomas, 1915
- Myomys Thomas, 1915 - Mastomys
- Mastomys gambianus (Thomas, 1911) - nagy sokcsecsűpatkány
- Mastomys zuluensis (Thomas & Schwann, 1905) - natali sokcsecsűpatkány
- Myomyscus brockmani Thomas, 1908
- Praomys Thomas, 1915
- Praomys daltoni Thomas, 1892
- Praomys delectorum Thomas, 1910
- Praomys montis (Thomas & Wroughton, 1910) - Praomys jacksoni
- Praomys viator (Thomas, 1911) - Praomys jacksoni
- Tullberg-sokcsecsűpatkány (Praomys tullbergi) Thomas, 1894
- Epimys tullbergi Thomas, 1894
- Praomys burtoni (Thomas, 1892) - Tullberg-sokcsecsűpatkány
- Melomys Thomas, 1922
- Melomys aerosus Thomas, 1920
- Melomys arcium Thomas, 1913
- Melomys australius Thomas, 1924 - közönséges mozaikfarkú-patkány
- Melomys melicus (Thomas, 1913)
- Melomys murinus (Thomas, 1913)
- Melomys muscalis (Thomas, 1913) - közönséges mozaikfarkú-patkány
- Melomys caurinus Thomas, 1921
- Melomys eboreus Thomas, 1924 - Melomys cervinipes
- serami mozaikfarkú-patkány (Melomys fraterculus) Thomas, 1920
- Melomys fulgens Thomas, 1920
- Melomys lutillus Thomas, 1913
- Melomys obiensis Thomas, 1911
- † korallszirti mozaikfarkú-patkány (Melomys rubicola) Thomas, 1924

Az illetékes ausztrál minisztérium 2019. február 19-én hivatalosan kihaltnak nyilvánította.
- Melomys calidior (Thomas, 1911) - Melomys rufescens
- Melomys gracilis (Thomas, 1906)
- Melomys stalkeri (Thomas, 1904) - Melomys rufescens
- Melomys talaudium Thomas, 1921
- Paramelomys levipes Thomas, 1897
- Uromys levipes Thomas, 1897 - Paramelomys levipes
- Paramelomys mollis Thomas, 1913
- Paramelomys moncktoni Thomas, 1904
- Paramelomys naso Thomas, 1911
- Paramelomys platyops Thomas, 1906
- Paramelomys rubex Thomas, 1922
- Solomys Thomas, 1922
- Solomys sapientis Thomas, 1902
- Uromys sapientis Thomas, 1902 - Solomys sapientis
- feketefarkú óriáspatkány (Uromys anak) Thomas, 1907
- Uromys rothschildi Thomas, 1912 - feketefarkú óriáspatkány
- Uromys ductor Thomas, 1913 - fehérfarkú óriáspatkány
- Uromys prolixus Thomas, 1913
- Uromys sherrini Thomas, 1923 - fehérfarkú óriáspatkány
- Cyromys Thomas, 1910 - az Uromys emlősnem egyik alneme
- Uromys imperator Thomas, 1888
- Uromys porculus Thomas, 1904
- királypatkány (Uromys rex) Thomas, 1888
- Uromys nero Thomas, 1913
- Uromys scaphax Thomas, 1913
- Uromys siebersi Thomas, 1923
- Leptomys Thomas, 1897
- hosszúlábú mocsáripatkány (Leptomys elegans) Thomas, 1897
- Micaelamys avarillus Thomas & Wroughton, 1908 - Micaelamys namaquensis
- Micaelamys avunculus (Thomas, 1904)
- Micaelamys calarius Thomas, 1926
- Micaelamys siccatus Thomas, 1926 - Micaelamys namaquensis

### Pikkelyesfarkúmókus-alkatúak

#### Pikkelyesfarkúmókus-félék
- Anomalurus citrinus Thomas, 1916 - sárgasú pikkelyesmókus
- Anomalurus cinereus Thomas, 1895 - ezüsthátú pikkelyesmókus
- Anomalurus nigrensis Thomas, 1904
- Anomalurus perustus Thomas, 1914 - ezüsthátú pikkelyesmókus
- kis pikkelyesmókus (Anomalurus pusillus) Thomas, 1887

#### Ugrónyúlfélék
- Pedetes surdaster Thomas, 1902

### Sülalkatúak

#### Gundifélék
- Massoutiera harterti Thomas, 1913 - Mzab gundi
- Massoutiera rothschildi Thomas & Hinton, 1921 - Mzab gundi
- sivatagi gundi (Ctenodactylus vali) Thomas, 1902

#### Gyalogsülfélék

##### Bojtosfarkú sülök
- Atherurus burrowsi Thomas, 1902 - afrikai bojtosfarkúsül
- Atherurus centralis Thomas, 1895 - afrikai bojtosfarkúsül
- Atherurus assamensis Thomas, 1921 - ázsiai bojtosfarkúsül
- Atherurus stevensi Thomas, 1925
- Atherurus tionis Thomas, 1908 - ázsiai bojtosfarkűsül
- Trichys guentheri Thomas, 1889 - hosszúfarkú sül

##### Valódi sülök
- Hystrix brachyura klossi (Thomas, 1916) - Hystrix brachyura subcristata
- Hystrix brachyura millsi (Thomas, 1922) - Hystrix brachyura subcristata
- Hystrix aerula Thomas, 1925 - tarajos sül
- Hystrix galeata Thomas, 1893 - tarajos sül

#### Sziklapatkányfélék
- Petromus typicus cunealis Thomas, 1926 - a sziklapatkány egyik alfaja
- Petromus typicus tropicalis Thomas & Hinton, 1925 - a sziklapatkány egyik alfaja

#### Nádipatkányfélék
- Choeromys Thomas, 1922 - Thryonomys
- kis nádipatkány (Thryonomys gregorianus) Thomas, 1894
- Thryonomys gregorianus gregorianus Thomas, 1894
- Thryonomys gregorianus congicus Thomas, 1922
- Thryonomys gregorianus harrisoni Thomas & Wroughton, 1907 - Thryonomys gregorianus gregorianus
- Thryonomys gregorianus sclateri Thomas, 1897
- Thryonomys angolae Thomas, 1922 - nagy nádipatkány
- Thryonomys raptorum Thomas, 1922 - nagy nádipatkány

#### Turkálófélék
- Georychus canescens (Thomas & Schwann, 1906) - fokföldi turkáló
- Myoscalops Thomas, 1890 - Heliophobius
- Namaqua-turkáló (Bathyergus janetta) Thomas & Schwann, 1904
- Cryptomys beirae (Thomas & Wroughton, 1907) - Fukomys darlingi
- Fukomys foxi (Thomas, 1911)
- Cryptomys foxi Thomas, 1911 - Fukomys foxi
- Fornarina Thomas, 1903 - Heterocephalus
- Heterocephalus ansorgei Thomas, 1903 - csupasz turkáló
- Heterocephalus dunni Thomas, 1909
- Heterocephalus phillipsi Thomas, 1885 - csupasz turkáló

#### Kúszósülfélék
- sülpatkányok (Chaetomyinae) Thomas, 1897
- Coendou centralis Thomas, 1903 - amazoni kúszósül
- Rothschild-kúszósül (Coendou rothschildi) Thomas, 1902
- Coendou quichua (Thomas, 1899)
- Coendou bicolor quichua Thomas, 1899 - Coendou quichua
- Sphiggurus pruinosus Thomas, 1905
- Sphiggurus roberti (Thomas, 1902) - tüskés kúszósül
- barna kúszósül (Sphiggurus vestitus) Thomas, 1899

#### Agutifélék
- Dasyprocta catrinae Thomas, 1917 - Azara-aguti
- Dasyprocta felicia Thomas, 1917 - Azara-aguti
- Coiba-szigeti aguti (Dasyprocta coibae) Thomas, 1902
- Dasyprocta kalinowskii Thomas, 1897
- Dasyprocta leporina cayennae Thomas, 1903 - Dasyprocta leporina cayana; az arany aguti egyik alfaja
- Dasyprocta leporina flavescens Thomas, 1898
- Dasyprocta leporina lucifer Thomas, 1903
- Dasyprocta leporina rubrata Thomas, 1898 - Dasyprocta leporina cayana
- Dasyprocta leporina lunaris Thomas, 1917
- Dasyprocta leporina maraxica Thomas, 1923 - az arany aguti egyik alfaja
- Roatin-aguti (Dasyprocta ruatanica) Thomas, 1901
- farkosagutik (Myoprocta) Thomas, 1903
- Myoprocta caymanum Thomas, 1926 - vörös farkosaguti
- Myoprocta limanus Thomas, 1920
- Myoprocta puralis Thomas, 1926 - vörös farkosaguti

#### Pakafélék
- Stictomys Thomas, 1924 - Cuniculus
- Cuniculus sierrae (Thomas, 1905) - hegyi paka

#### Tengerimalacfélék

##### Tengerimalacformák
- Monticavia Thomas, 1916 - Microcavia
- Nanocavia Thomas, 1925 - Microcavia
- Microcavia niata Thomas, 1898
- Microcavia shiptoni Thomas, 1925

##### Maraformák
- Dolichotis patagonum centricola Thomas, 1902 - a nagy mara egyik alfaja

#### Csalitpatkányfélék
- Neoctodon Thomas, 1902 - Octodontomys
- Octodontomys simonsi Thomas, 1902 - hegyi degu
- Octomys Thomas, 1920 - 1 faj
- Octomys mimax Thomas, 1920
- Octomys joannius Thomas, 1921 - Octomys mimax
- Aconaemys porteri Thomas, 1917
- Octodon clivorum Thomas, 1927 - degu

#### Tukók
- Haptomys Thomas, 1916 Ctenomys
- Ctenomys azarae Thomas, 1903
- Ctenomys bergi Thomas, 1902
- Ctenomys budini Thomas, 1913
- Ctenomys coludo Thomas, 1920
- Ctenomys dorsalis Thomas, 1900
- Ctenomys emilianus Thomas & St. Leger, 1926
- Ctenomys famosus Thomas, 1920
- Ctenomys fochi Thomas, 1919
- Ctenomys fodax Thomas, 1910
- Ctenomys frater Thomas, 1902
- Ctenomys goodfellowi Thomas, 1921
- Ctenomys haigi Thomas, 1917
- Ctenomys haigi haigi Thomas, 1917
- Ctenomys haigi lentulus Thomas, 1919
- Ctenomys johannis Thomas, 1921
- Ctenomys juris Thomas, 1920
- Knight-tukó (Ctenomys knighti) Thomas, 1919
- Ctenomys latro Thomas, 1918
- Ctenomys lewisi Thomas, 1926
- Ctenomys occultus Thomas, 1920
- Ctenomys perrensi Thomas, 1898
- Ctenomys pontifex Thomas, 1918
- Ctenomys porteousi Thomas, 1916
- Ctenomys saltarius Thomas, 1912
- Ctenomys steinbachi Thomas, 1907
- Ctenomys sylvanus Thomas, 1919
- Ctenomys talarum Thomas, 1898
- Ctenomys tuconax Thomas, 1925
- Ctenomys tucumanus Thomas, 1900
- Ctenomys tulduco Thomas, 1921
- Ctenomys viperinus Thomas, 1926

#### Tüskéspatkányfélék

##### Dactylomyinae
- Lachnomys Thomas, 1916 - Dactylomys
- Olallamys edax Thomas, 1916

##### Echimyinae
- Loncherinae Thomas, 1896 - Echimyinae
- Diplomys Thomas, 1916
- Echimys saturnus Thomas, 1928
- Isothrix negrensis Thomas, 1920
- Makalata guianae (Thomas, 1888) - Makalata didelphoides
- Makalata rhipidura (Thomas, 1928)
- Echimys rhipidurus Thomas, 1928 - Makalata rhipidura
- Pattonomys occasius (Thomas, 1921)
- Makalata occasius Thomas, 1921 - Pattonomys occasius
- Echimys punctatus (Thomas, 1899) - Pattonomys semivillosus
- Phyllomys lamarum Thomas, 1916
- Echimys lamarum (Thomas, 1916) - Phyllomys lamarum
- Phyllomys medius Thomas, 1909

##### Eumysopinae
- lándzsás tüskéspatkány (Hoplomys gymnurus) Thomas, 1897
- Echimys gymnurus Thomas, 1897 - lándzsás tüskéspatkány
- Lonchothrix Thomas, 1920
- Lonchothrix emiliae Thomas, 1920
- Trinomys Thomas, 1921
- Trinomys iheringi Thomas, 1911
- Mesomys spicatus Thomas, 1924 - Mesomys hispidus
- Mesomys leniceps Thomas, 1926
- Mesomys stimulax Thomas, 1911
- Proechimys bolivianus Thomas, 1901 - Proechimys brevicauda
- Proechimys gularis Thomas, 1911
- Proechimys securus Thomas, 1902 - Proechimys brevicauda
- Proechimys chrysaeolus Thomas, 1898
- Proechimys decumanus Thomas, 1899
- Proechimys goeldii Thomas, 1905
- Proechimys guairae Thomas, 1901
- Proechimys roberti Thomas, 1901
- Proechimys oris Thomas, 1904 - Proechimys roberti
- Proechimys simonsi Thomas, 1900
- Proechimys hendeei Thomas, 1926 - Proechimys simonsi
- Proechimys hilda Thomas, 1924 - Proechimys steerei
- Proechimys pachita Thomas, 1904
- Proechimys rattinus Thomas, 1926 - Proechimys steerei
- Thrichomys laurentius (Thomas, 1904)
- Thrichomys apereoides laurenteus Thomas, 1904 - Thrichomys laurentius
- Thrichomys fosteri (Thomas, 1903) - Thrichomys pachyurus
- Clyomys Thomas, 1916
- Clyomys laticeps Thomas, 1909
- Echimys laticeps Thomas, 1909 - Clyomys laticeps
- Euryzygomatomys catellus Thomas, 1916 - Euryzygomatomys spinosus

#### Csincsillafélék
- Lagidium peruanum arequipe Thomas, 1907 - a perui macskanyúl egyik alfaja
- Lagidium peruanum inca Thomas, 1907
- Lagidium peruanum punensis Thomas, 1907
- Lagidium peruanum saturata Thomas, 1907
- Lagidium peruanum subrosea Thomas, 1907 - a perui macskanyúl egyik alfaja
- Lagidium viscacia boxi Thomas, 1921 - a déli macskanyúl egyik alfaja
- Lagidium viscacia cuscus Thomas, 1907
- Lagidium viscacia lutea (Thomas, 1907) - Lagidium viscacia cuvieri
- Lagidium viscacia famatinae Thomas, 1920
- Lagidium viscacia lockwoodi Thomas, 1919
- Lagidium viscacia moreni Thomas, 1897
- Lagidium viscacia perlutea Thomas, 1907
- Lagidium viscacia sarae Thomas & St. Leger, 1926
- Lagidium viscacia tontalis Thomas, 1921
- Lagidium viscacia tucumana Thomas, 1907
- Lagidium viscacia viatorum Thomas, 1921
- Lagidium viscacia vulcani Thomas, 1919 - a déli macskanyúl egyik alfaja
- Wolffsohn-macskanyúl (Lagidium wolffsohni) Thomas, 1907
- Lagostomus crassus Thomas, 1910
- Lagostomus maximus inmollis Thomas, 1910 - a pampaszinyúl egyik alfaja

#### Csincsillapatkány-félék
- Abrocoma budini Thomas, 1920
- szürke csincsillapatkány (Abrocoma cinerea) Thomas, 1919
- Abrocoma famatina Thomas, 1920
- Abrocoma shistacea Thomas, 1921
- Abrocoma vaccarum Thomas, 1921

## Mókuscickányok
- Tupaia demissa Thomas, 1904 - közönséges mókuscickány
- Tupaia hypochrysa Thomas, 1895
- Tupaia lacernata Thomas & Wroughton, 1909
- Tupaia phoeniura Thomas, 1923 - közönséges mókuscickány

## Főemlősök
- Nycticebus coucang ornatus Thomas, 1921 - szunda-szigeti lajhármaki
- ugrótamarin (Callimico goeldii) Thomas, 1904
- Cebus albifrons cuscinus Thomas, 1901